# Sequência de montagem da ISS
O processo de montagem da Estação Espacial Internacional (ISS) está em andamento desde a década de 1990. O Zarya, o primeiro módulo da ISS, foi lançado por um foguete Proton em 20 de novembro de 1998. A missão STS-88 do ônibus espacial seguiu duas semanas após o lançamento do Zarya, trazendo o Unity, o primeiro de três módulos de nós, e conectando-o ao Zarya. Este núcleo de 2 módulos da ISS permaneceu sem tripulação pelos próximos um ano e meio, até que em julho de 2000 o módulo russo Zvezda foi lançado por um foguete Proton, permitindo que uma tripulação máxima de três astronautas ou cosmonautas estivesse na ISS permanentemente.
A ISS tem um volume pressurizado de aproximadamente 1 000 metros cúbicos (35 000 pés cúbicos), uma massa de aproximadamente 410 000 quilogramas (900 000 lb), aproximadamente 100 quilowatts de potência, uma treliça de 108,4 metros (356 pés) de comprimento, módulos de 74 metros (243 pés) de comprimento e uma tripulação de sete pessoas.  A construção da estação completa exigiu mais de 40 voos de montagem. Em 2020, 36 voos do ônibus espacial entregaram elementos da ISS. Outros voos de montagem consistiram em módulos levantados pelo Falcon 9, foguete russo Proton ou, no caso de Pirs e Poisk, o foguete Soyuz-U.

Elementos da ISS em julho de 2021 (NASA)

## Sequência de assemblagem dos componentes principais da ISS
Obs.: Devido ao acidente com o Ônibus Espacial Columbia o cronograma inicial para a montagem da ISS ficou atrasado a partir do ano de 2003.
| Elemento                                                           | Voo             | Veículo   | Lançamento                       | Comprimento (m) | Diâmetro (m)  | Massa (kg)      |
| ------------------------------------------------------------------ | --------------- | --------- | -------------------------------- | --------------- | ------------- | --------------- |
| Módulo Zarya - FGB                                                 | 1A/R            | Proton-K  | 2 de Novembro de 1998            | 12,6            | 4,1           | 19 323          |
| Módulo Unity - Node 1                                              | 2A - STS-88     | Endeavour | 4 de dezembro de 1998            | 5,49            | 4,57          | 11 612          |
| Módulo de Serviços Zvezda                                          | 1R              | Proton-K  | 1 de Julho de 2000               | 13,1            | 4,15          | 19 051          |
| Estrutura - Z1                                                     | 3A - STS-92     | Discovery | 1 de Outubro de 2000             | 4,9             | 4,2           | 8 755           |
| Painéis Solares - P6                                               | 4A - STS-97     | Endeavour | 3 de Novembro de 2000            | 73,2            | 4,9           | 15 824          |
| Laboratório Destiny                                                | 5A - STS-98     | Atlantis  | 7 de Fevereiro de 2001           | 8,53            | 4,27          | 14 515          |
| Plataforma Externa - ESP 1                                         | 5A.1 - STS-102  | Discovery | 8 de Março de 2001               |                 |               |                 |
| Braço Robótico Canadarm2                                           | 6A - STS-100    | Endeavour | 1 de Abril de 2001               | 17,6            | 0,35          | 4 899           |
| Câmara Despressurização Quest                                      | 7A - STS-104    | Atlantis  | 1 de Julho de 2001               | 5,5             | 4             | 6 064           |
| Compartimento Docagem Pirs                                         | 4R              | Soyuz-U   | 1 de Setembro de 2001            | 4,1             | 2,6           | 3 900           |
| Estrutura - S0                                                     | 8A - STS-110    | Atlantis  | 8 de Abril de 2002               | 13,4            | 4,6           | 13 970          |
| Base Móvel - Canadarm2                                             | UF2 - STS-111   | Endeavour | 5 de Junho de 2002               | 5,7             | 2,9           | 1 450           |
| Estrutura - S1                                                     | 9A - STS-112    | Atlantis  | 7 de Outubro de 2002             | 13,7            | 4,6           | 14 120          |
| Estrutura - P1                                                     | 11A - STS-113   | Endeavour | 2 de Novembro de 2002            | 13,7            | 4,6           | 14 000          |
| Plataforma Externa - ESP 2                                         | LF1 - STS-114   | Discovery | 2 de Julho de 2005               | 3,65            | 4,9           | 2 676 (vazia)   |
| Painéis Solares - P3/P4                                            | 12A - STS-115   | Atlantis  | 9 de Setembro de 2006            | 13,8            | 4,9           | 15 900          |
| Estrutura - P5                                                     | 12A,1 - STS-116 | Discovery | 9 de dezembro de 2006            | 3,4             | 4,6           | 1 818           |
| Painéis Solares - S3/S4                                            | 13A - STS-117   | Atlantis  | 8 de Junho 2007                  | 13,8            | 4,9           | 15 900          |
| Estrutura - S5                                                     | 13A.1 - STS-118 | Endeavour | 8 de Agosto de 2007              | 13,7            | 3,9           | 12 598          |
| Plataforma externa - ESP 3                                         | 13A.1 - STS-118 | Endeavour | 8 de Agosto de 2007              | 4               | 2,2           | 3 400           |
| Módulo Harmony                                                     | 10A - STS-120   | Discovery | 2 de Outubro de 2007             | 6,1             | 4,2           | 13 608          |
| Laboratório Columbus                                               | 1E - STS-122    | Atlantis  | 7 de Fevereiro de 2008           | 6,87            | 4,49          | 12 800          |
| Mãos robóticas - Dextre e Módulo de Logística - ELM-PS             | 1J/A - STS-123  | Endeavour | 1 de Março de 2008               | 3,9 (ELM-PS)    | 4,4 (ELM-PS)  | 4 200 (ELM-PS)  |
| Laboratório KIBO (JEM-PM) e Braço Robótico (JEM-RMS)               | 1J - STS-124    | Discovery | 31 de Maio de 2008               | 11,2 (JEM-PM)   | 4,4 (JEM-PM)  | 15 900 (JEM-PM) |
| Painéis Solares - S6                                               | 15A - STS-119   | Discovery | 15 de março de 2009              | 73,2            | 10,7          | 15 900          |
| Plataforma de Exposição de Experimentos (JEM-EF)                   | 2J/A - STS-127  | Endeavour | Previsto para 1 de Março de 2009 |                 |               |                 |
| Módulo Logística (MPLM) - configuração para 6 tripulantes          | 17A - STS-128   | Discovery | Previsto para 3 de Abril de 2009 |                 |               |                 |
| Logística - EXPRESS Logistics Carriers 1, 2                        | ULF3 - STS-129  | Endeavour | Previsto para Agosto, 2009       |                 |               |                 |
| Módulo de Logística - MPLM                                         | 19A - STS-130   | Discovery | Previsto para Outubro, 2009      |                 |               |                 |
| Mini-Laboratório (MRM1) e ICC-VLD - Voo de Contingência            | ULF4 - STS-131  | Endeavour | Previsto para Fevereiro 2010     |                 |               |                 |
| Módulo - Node 3 e Cúpola                                           | 20A - STS-132   | Discovery | Previsto para Abril 2010         | 1,5 (Cupola)    | 2,95 (Cupola) | 1 800 (Cupola)  |
| Logística - EXPRESS Logistics Carriers 3 & 4 - Voo de Contingência | ULF5 - STS-133  | Endeavour | Previsto para Julho 2010         |                 |               |                 |

## Galeria

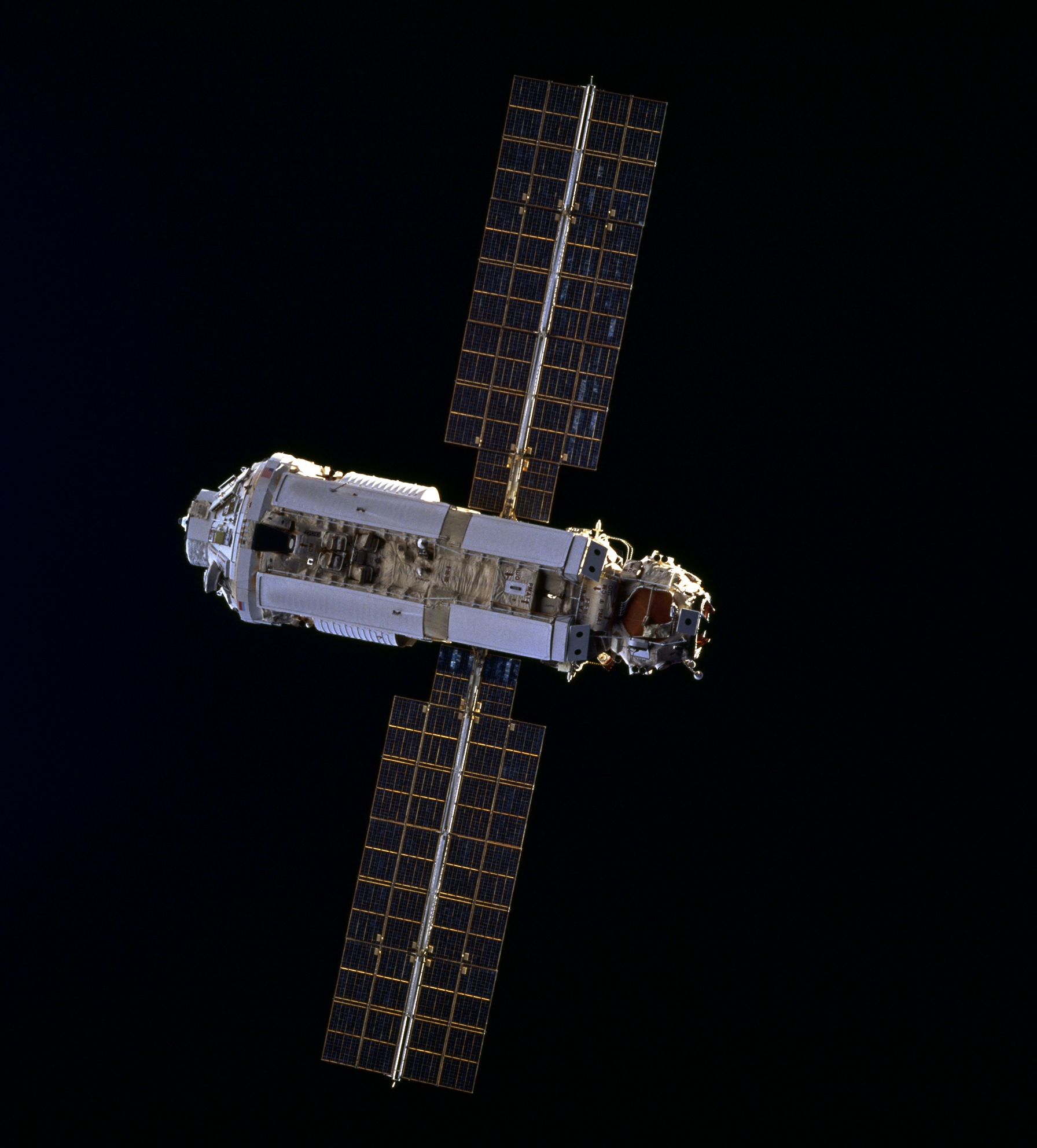
1 A/R
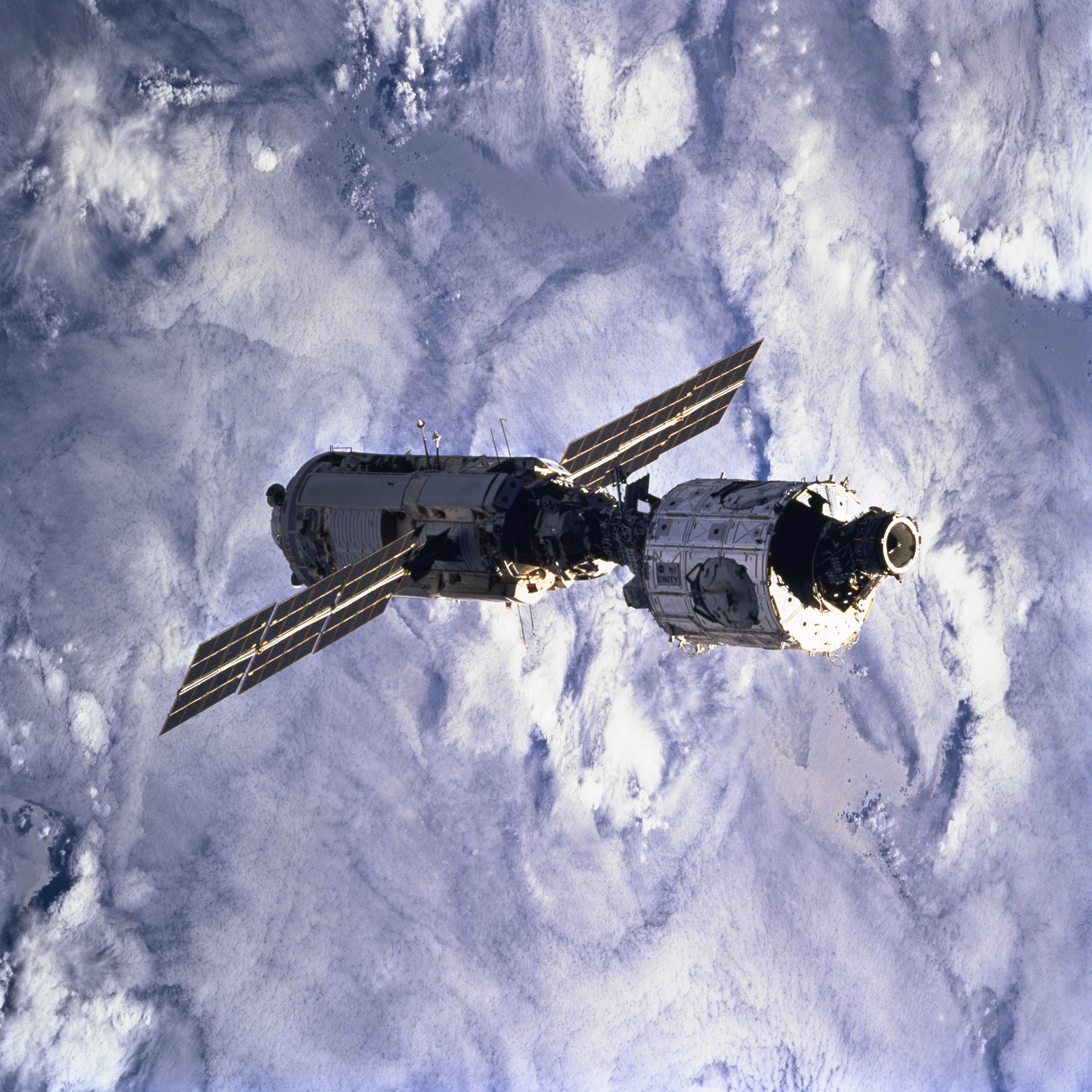
2A
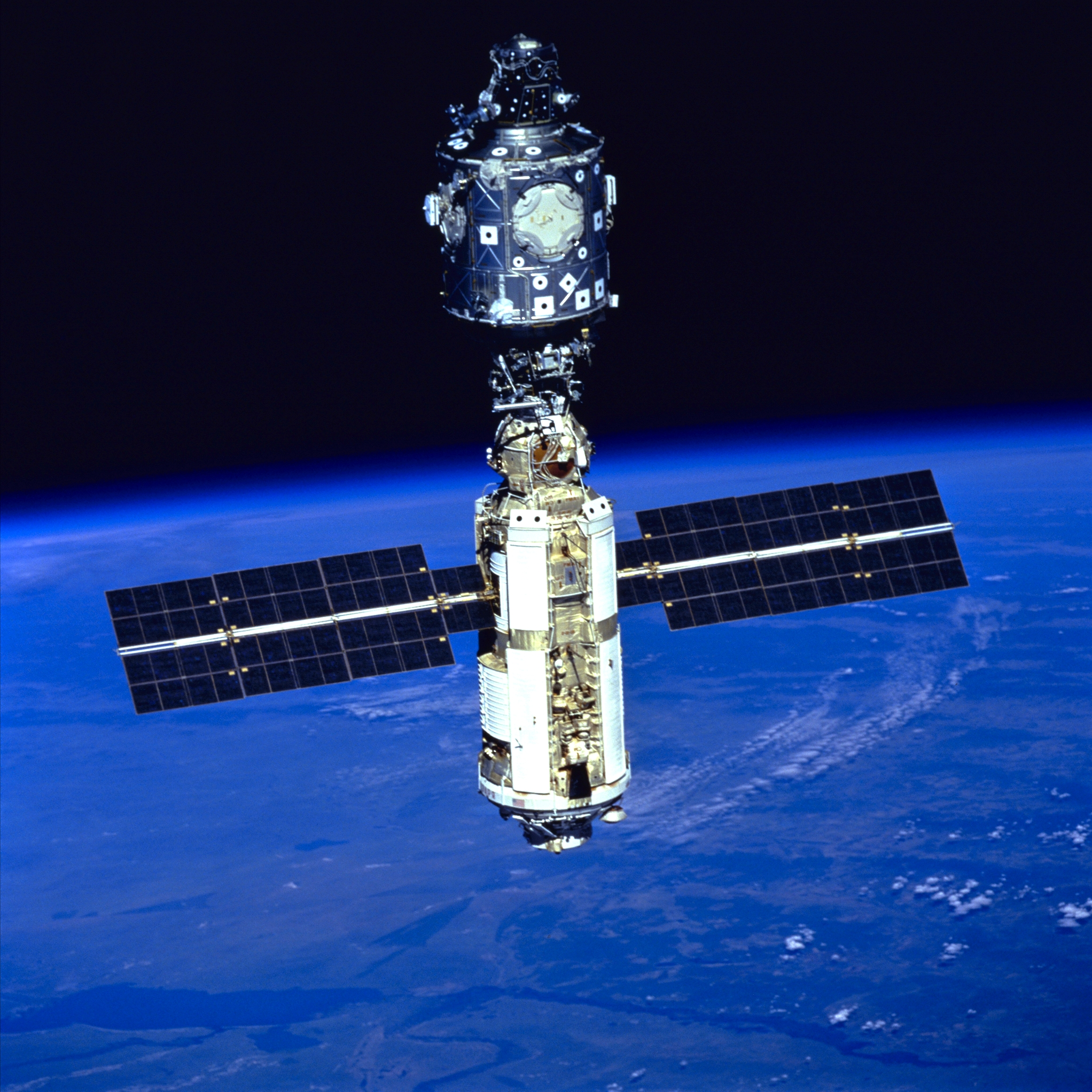
2A.1
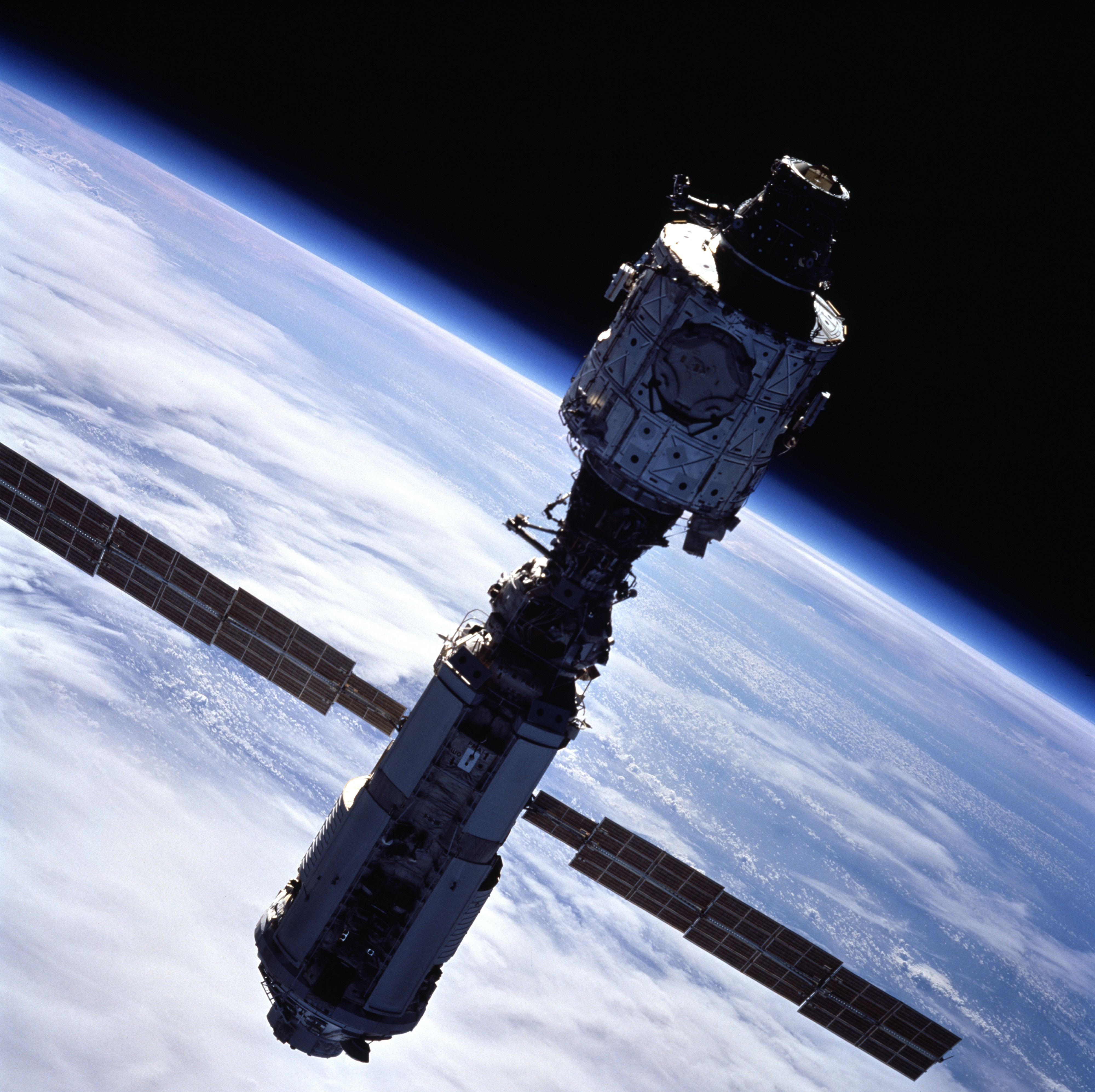
2A.2a
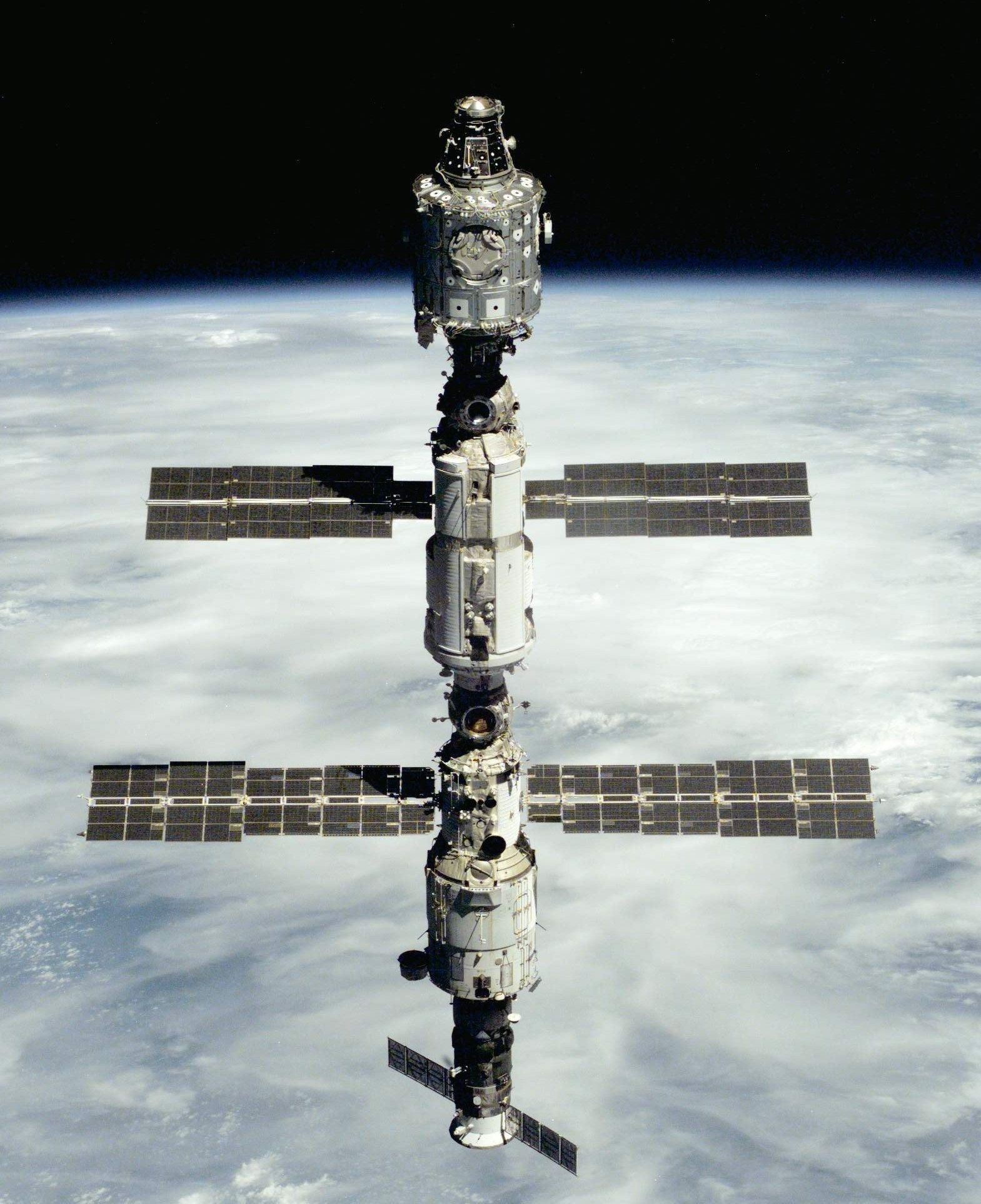
1R
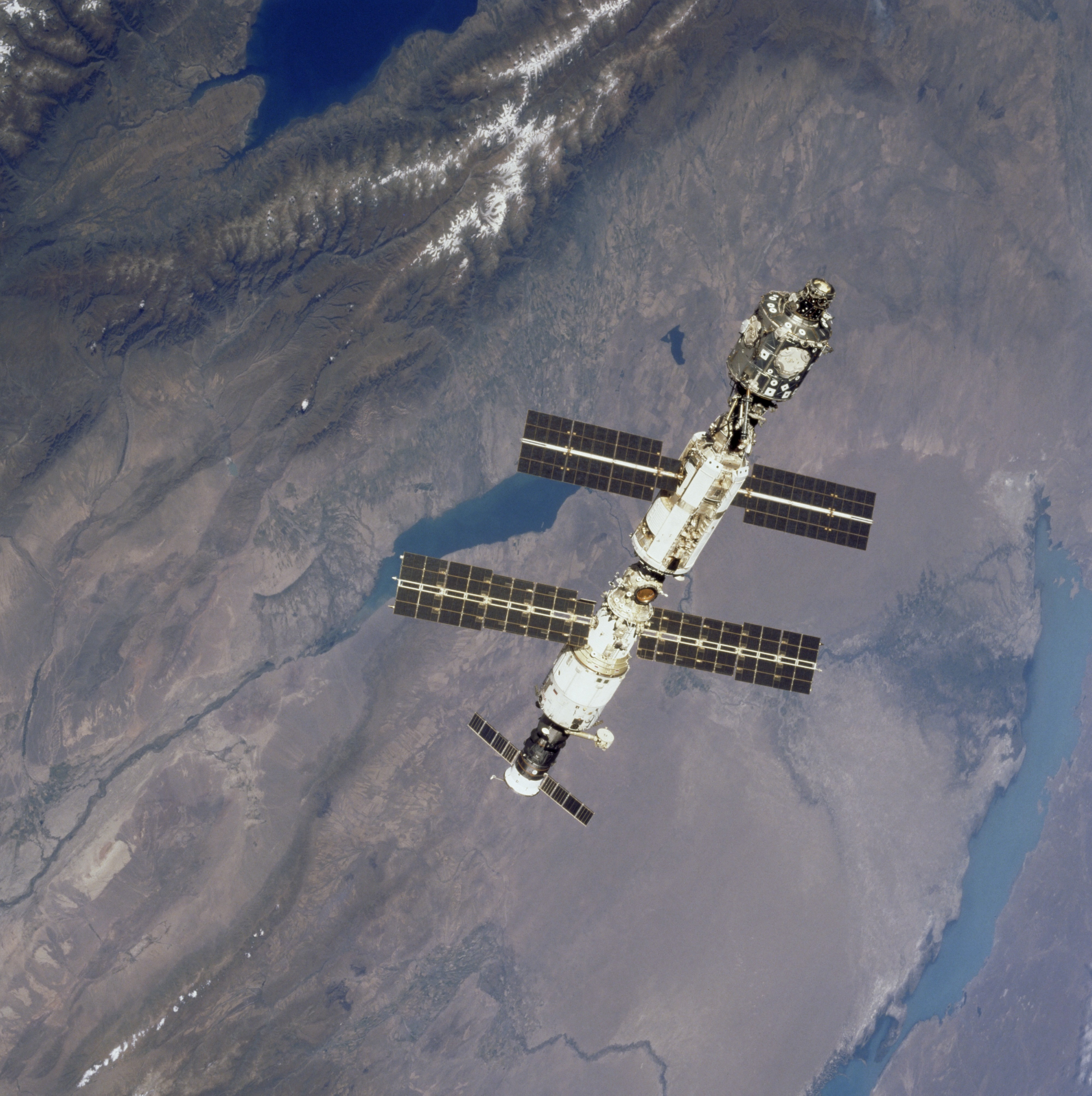
2A.2b
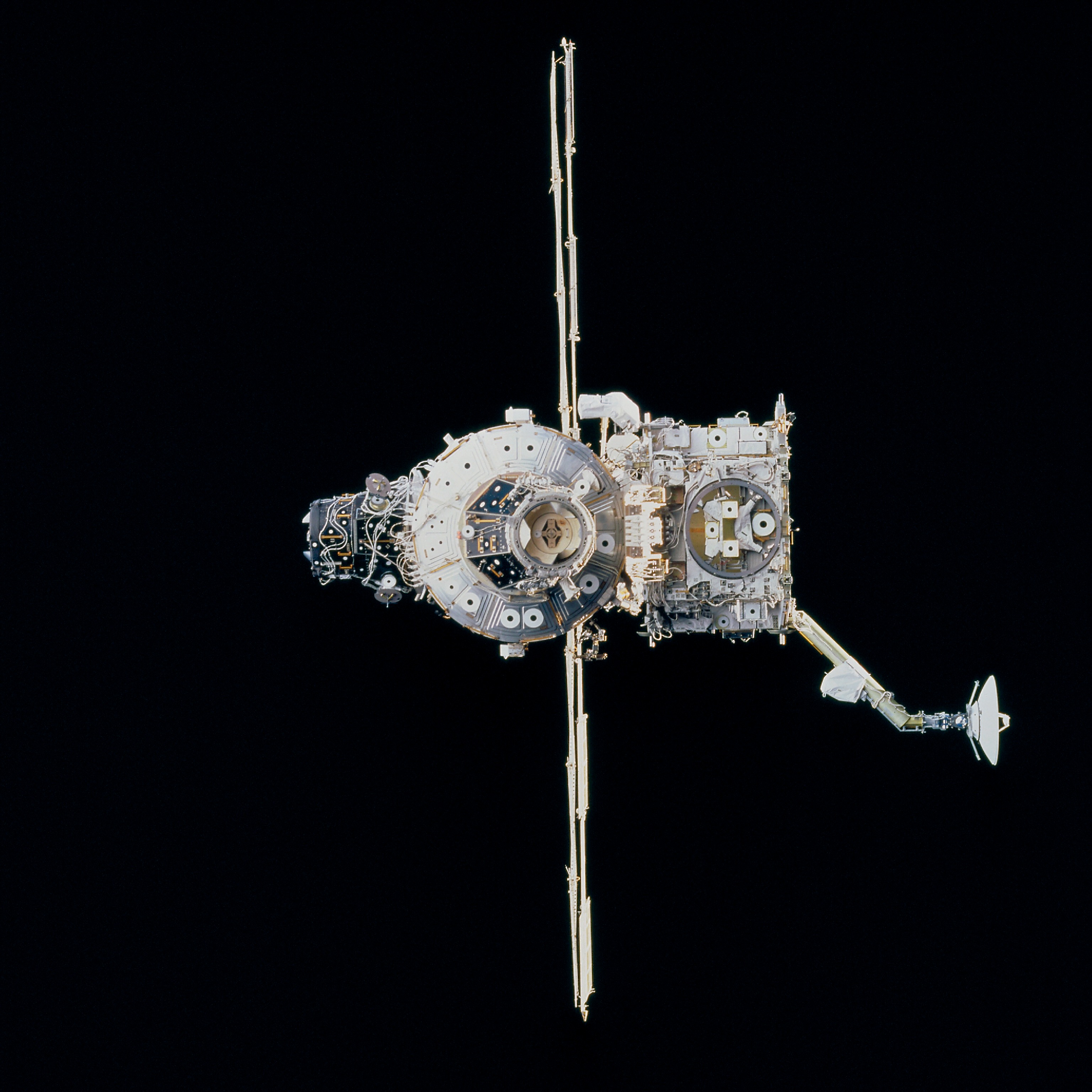
3A
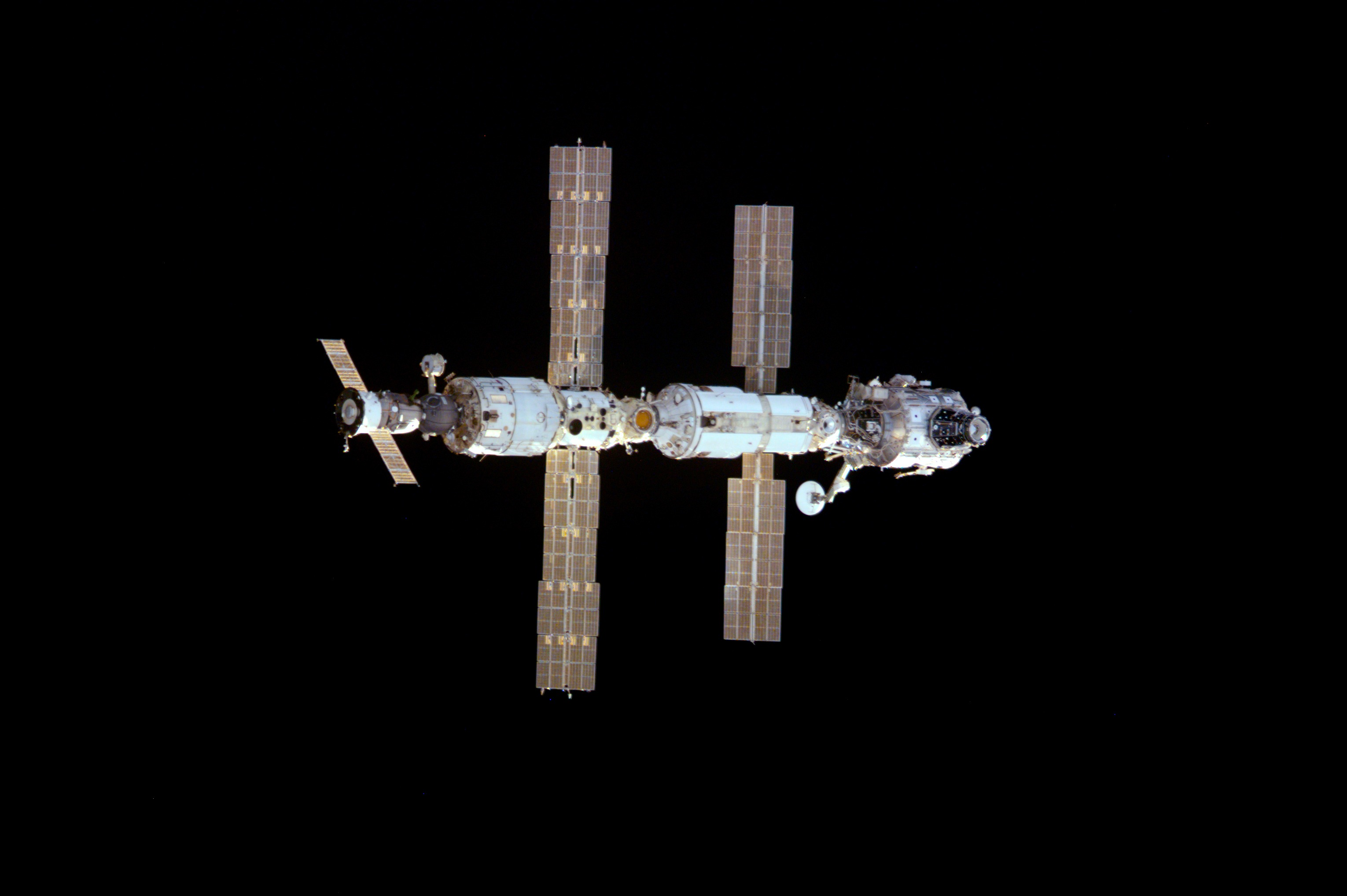
2R
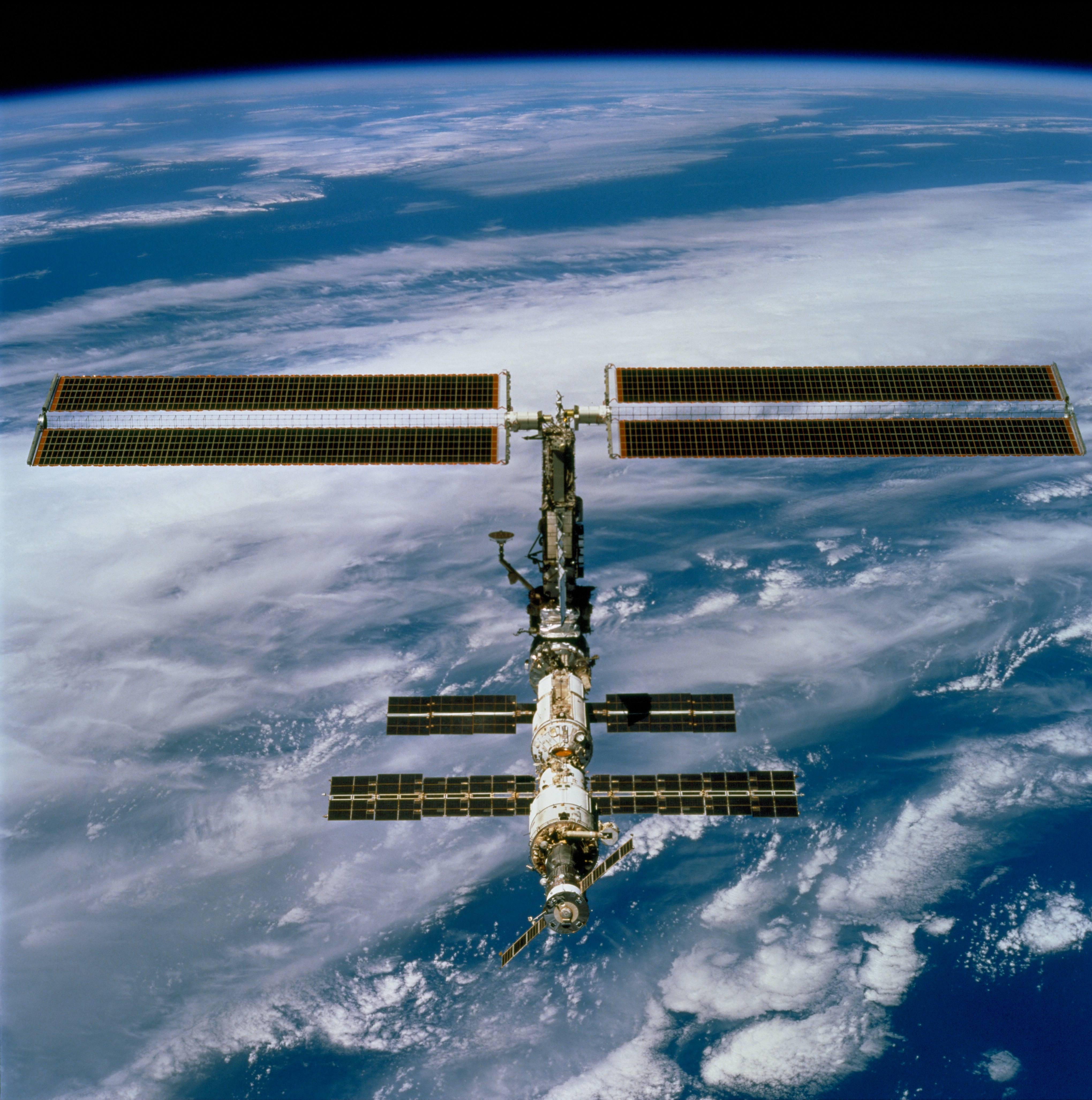
4A
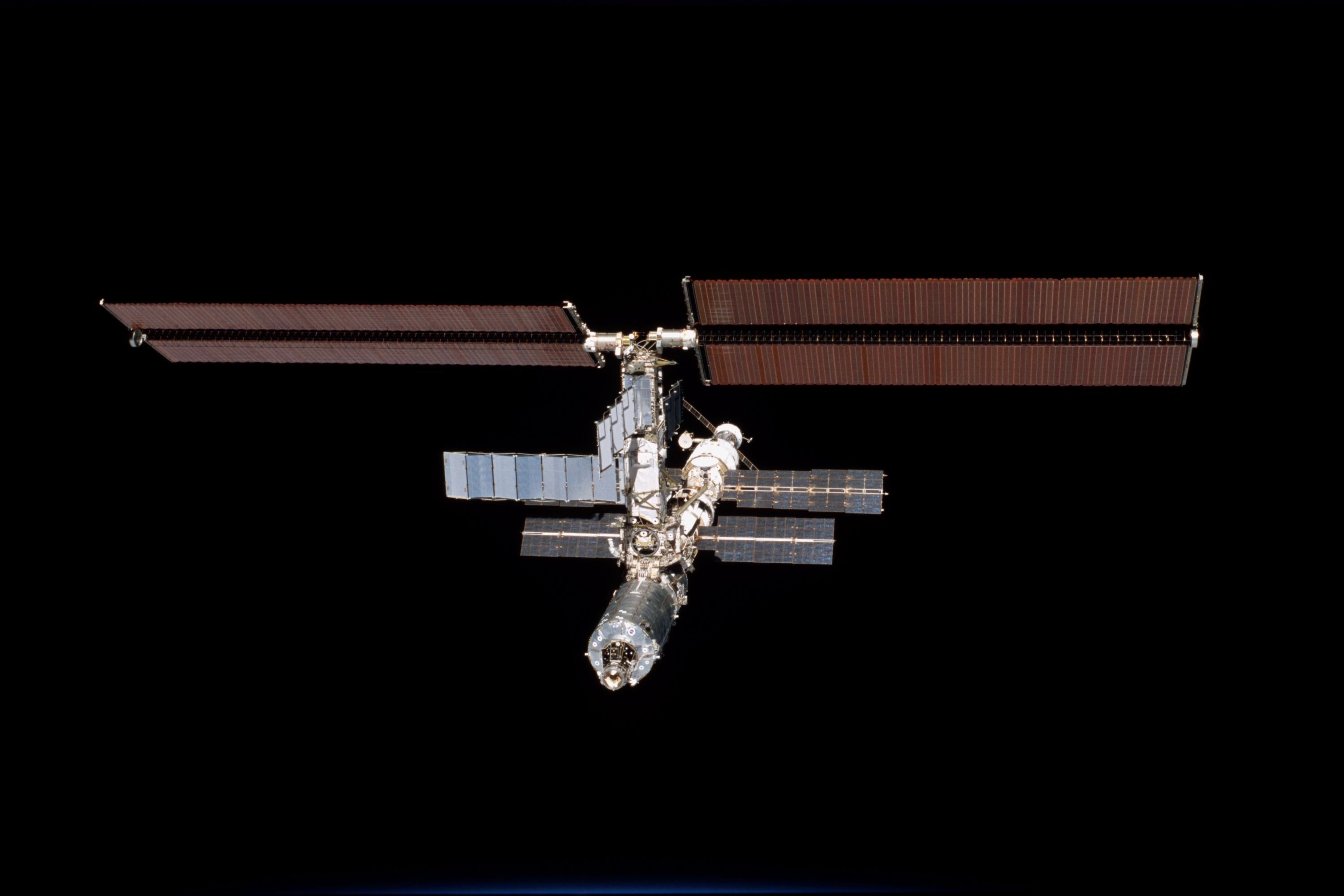
5A
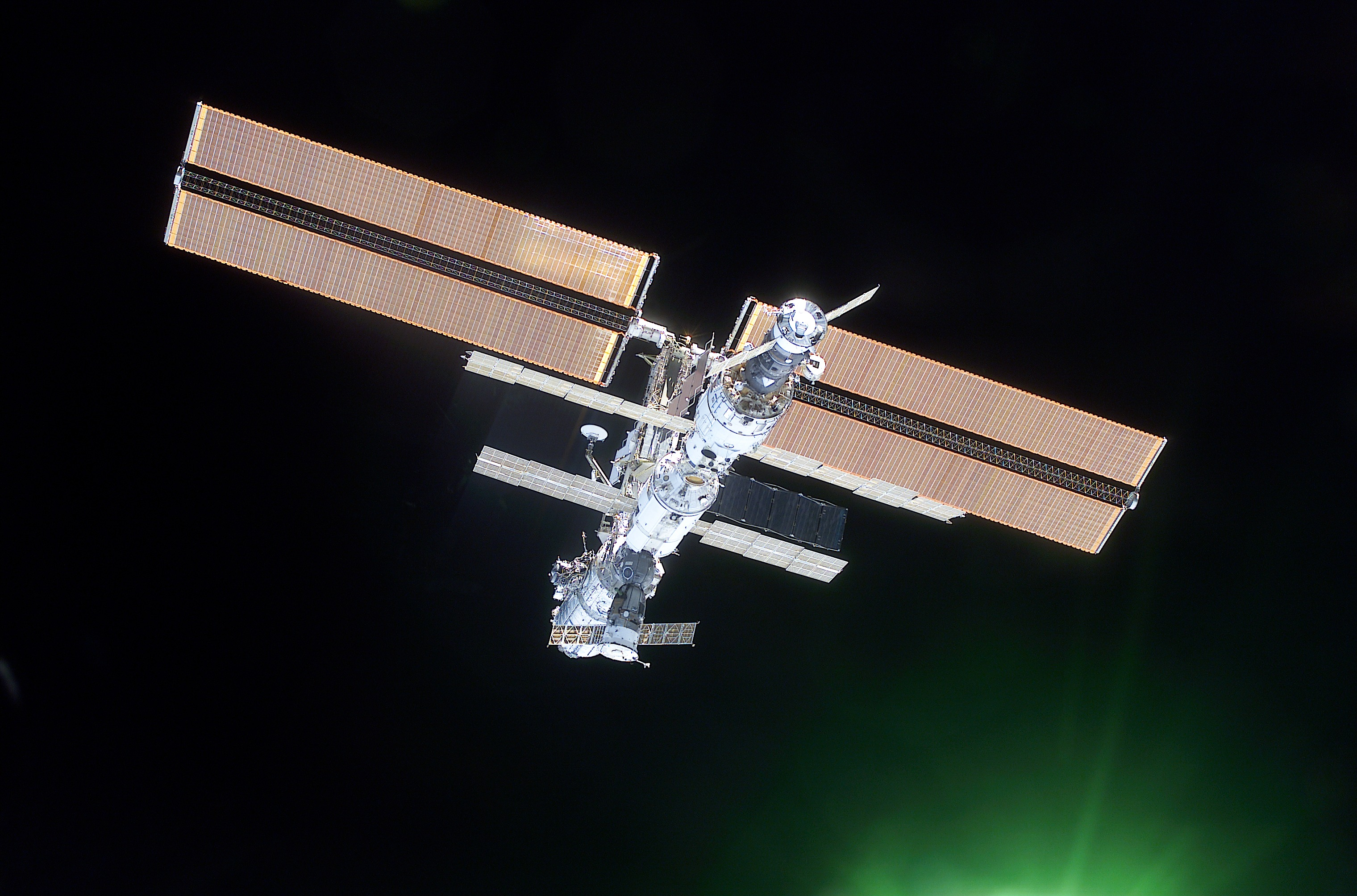
5A.1
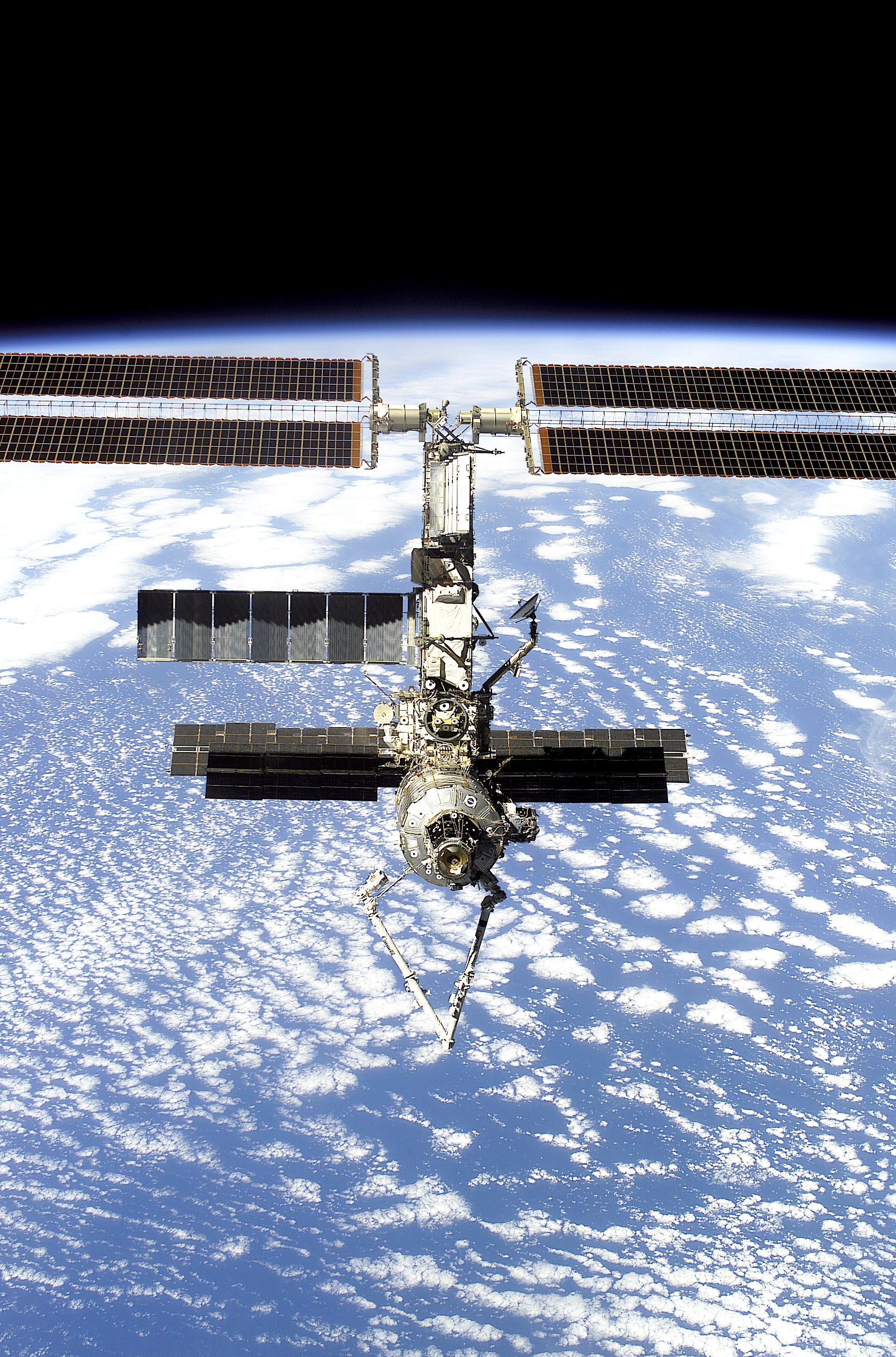
6A
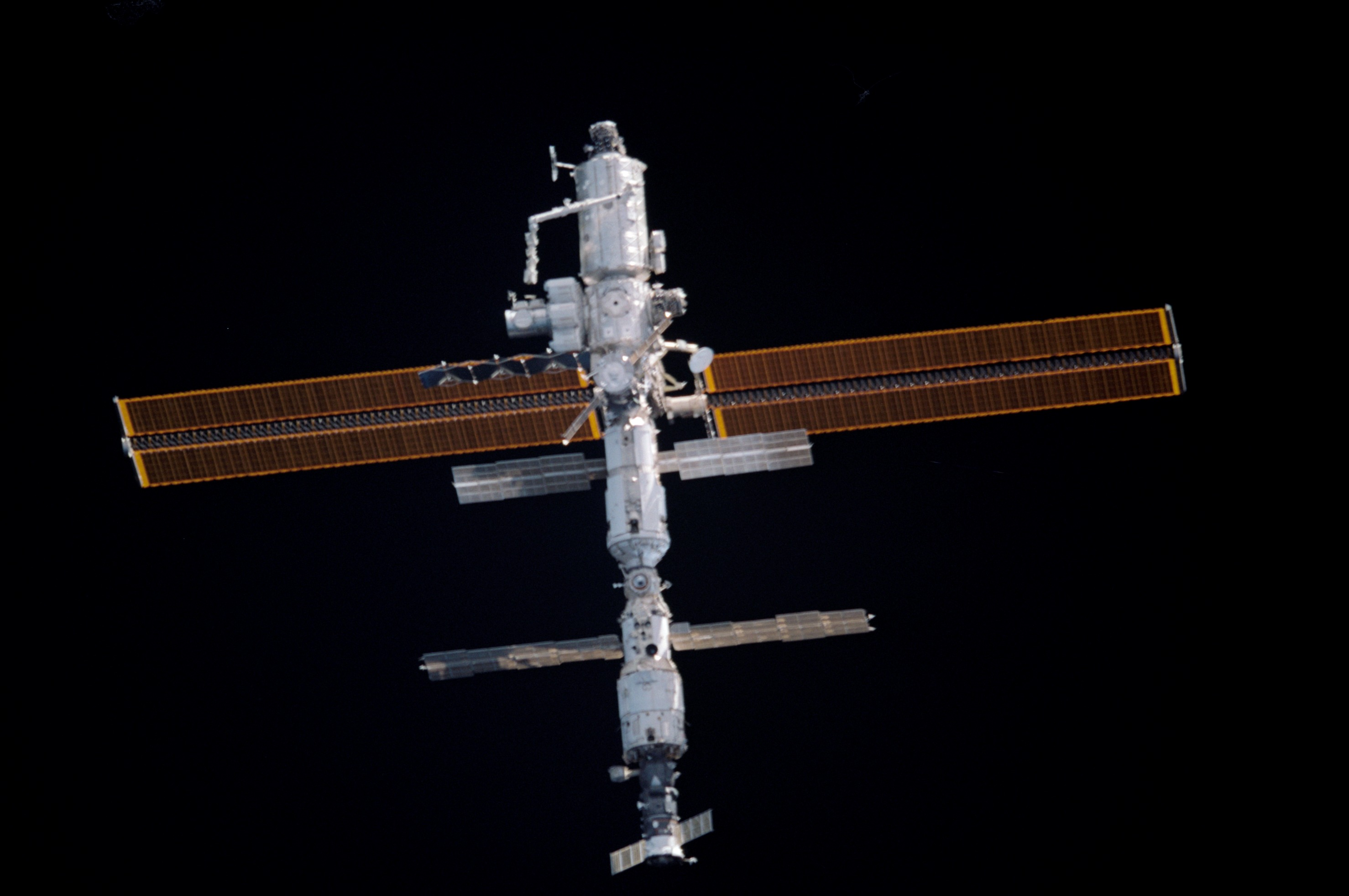
7A
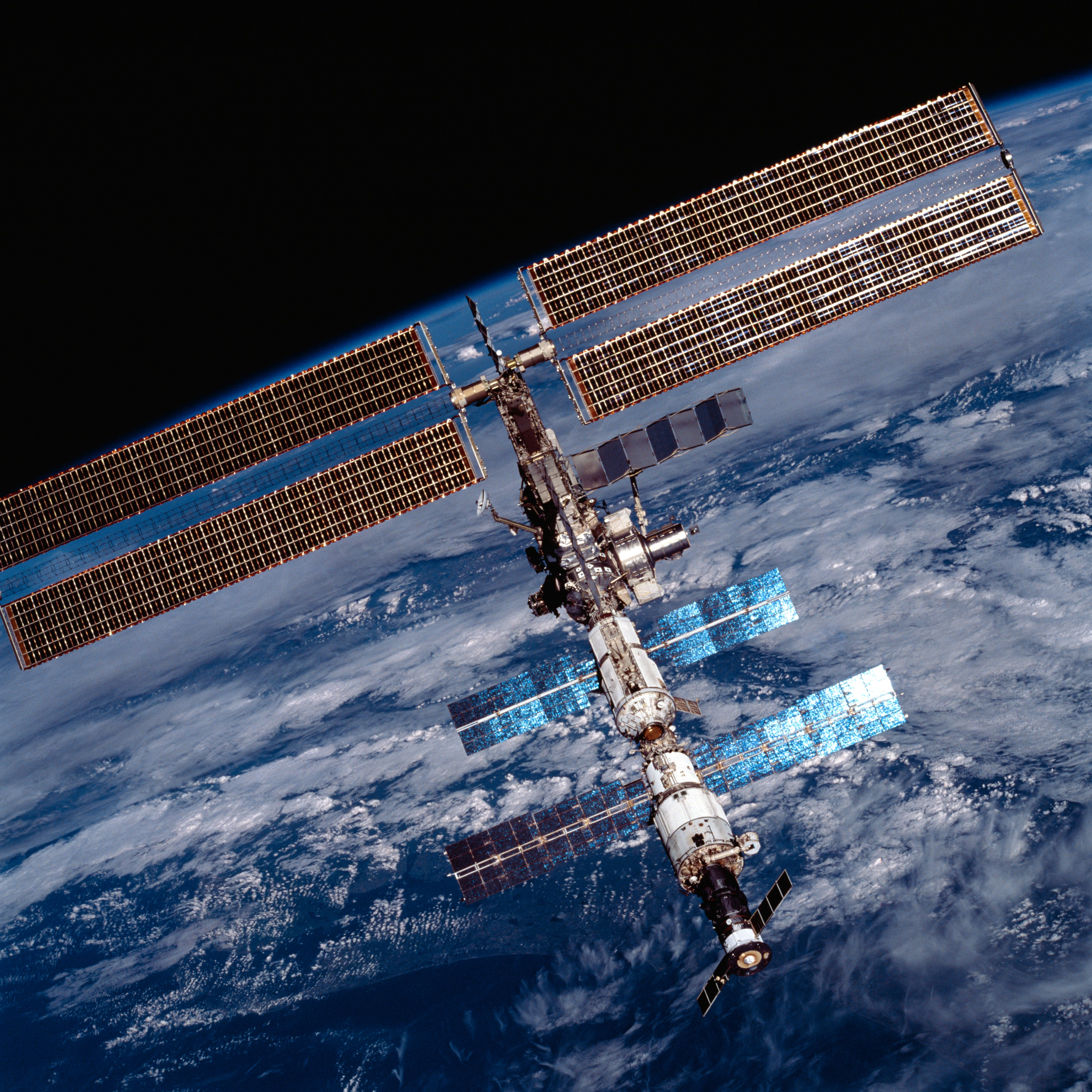
7A.1
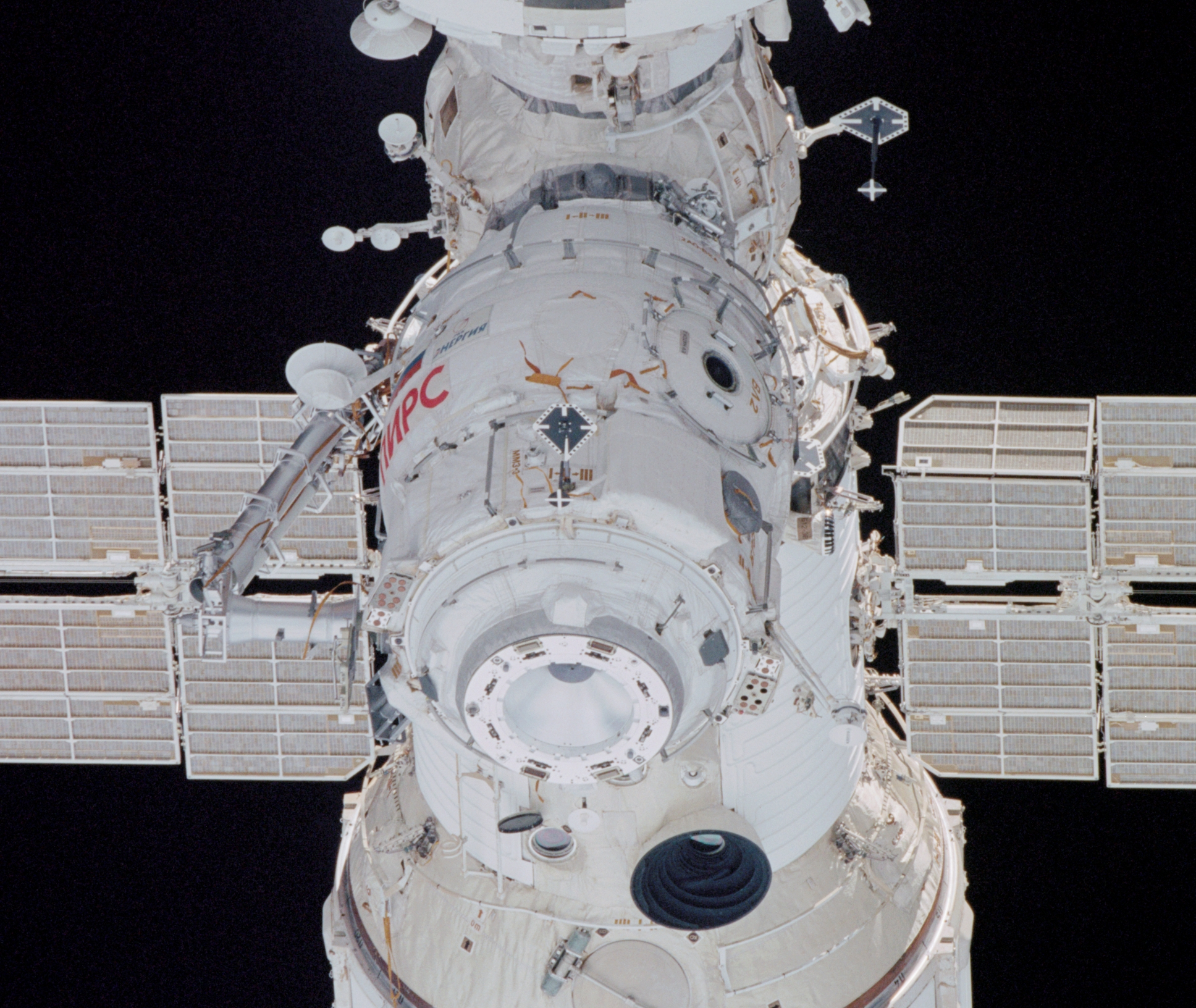
4R
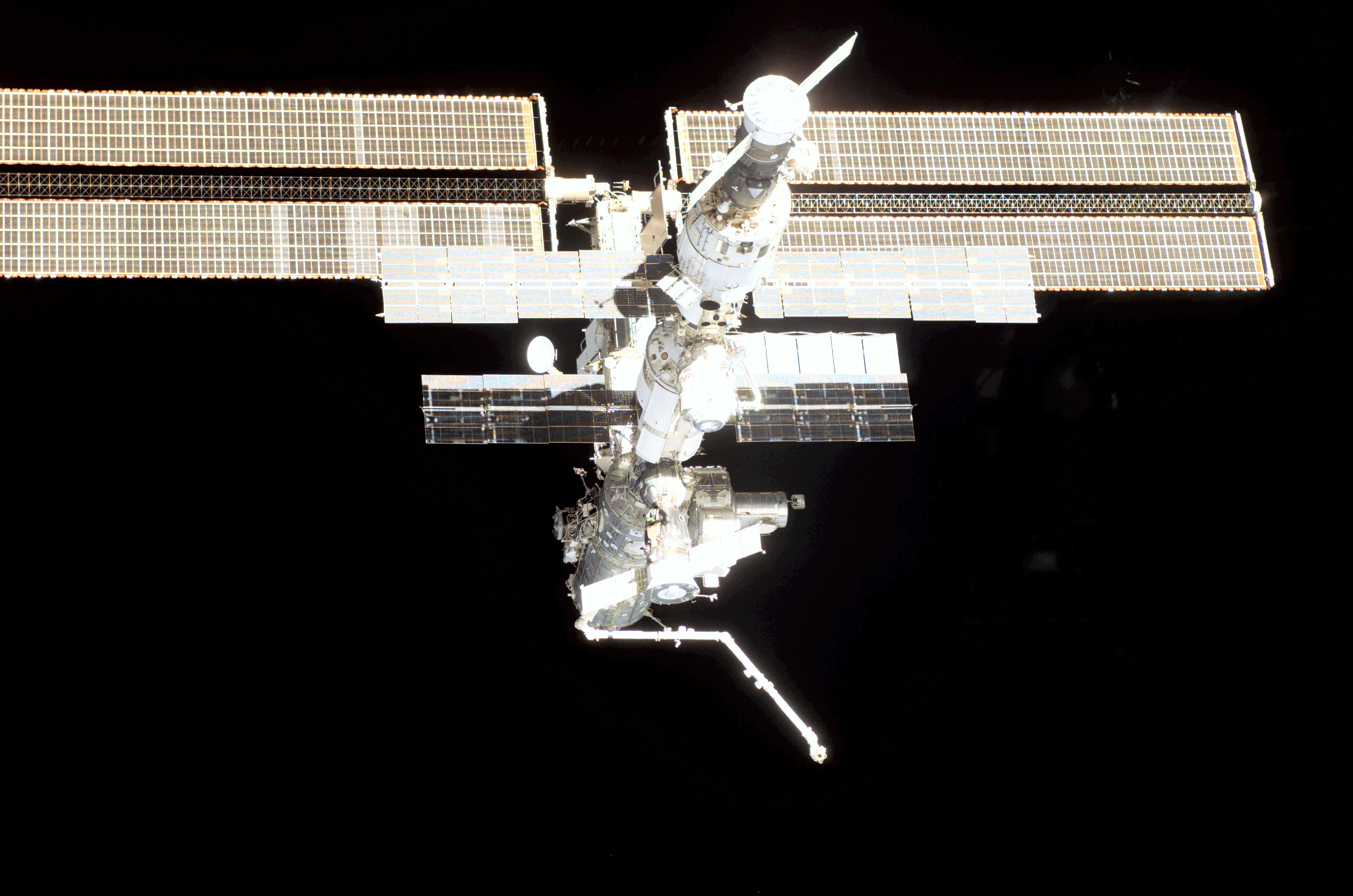
UF-1
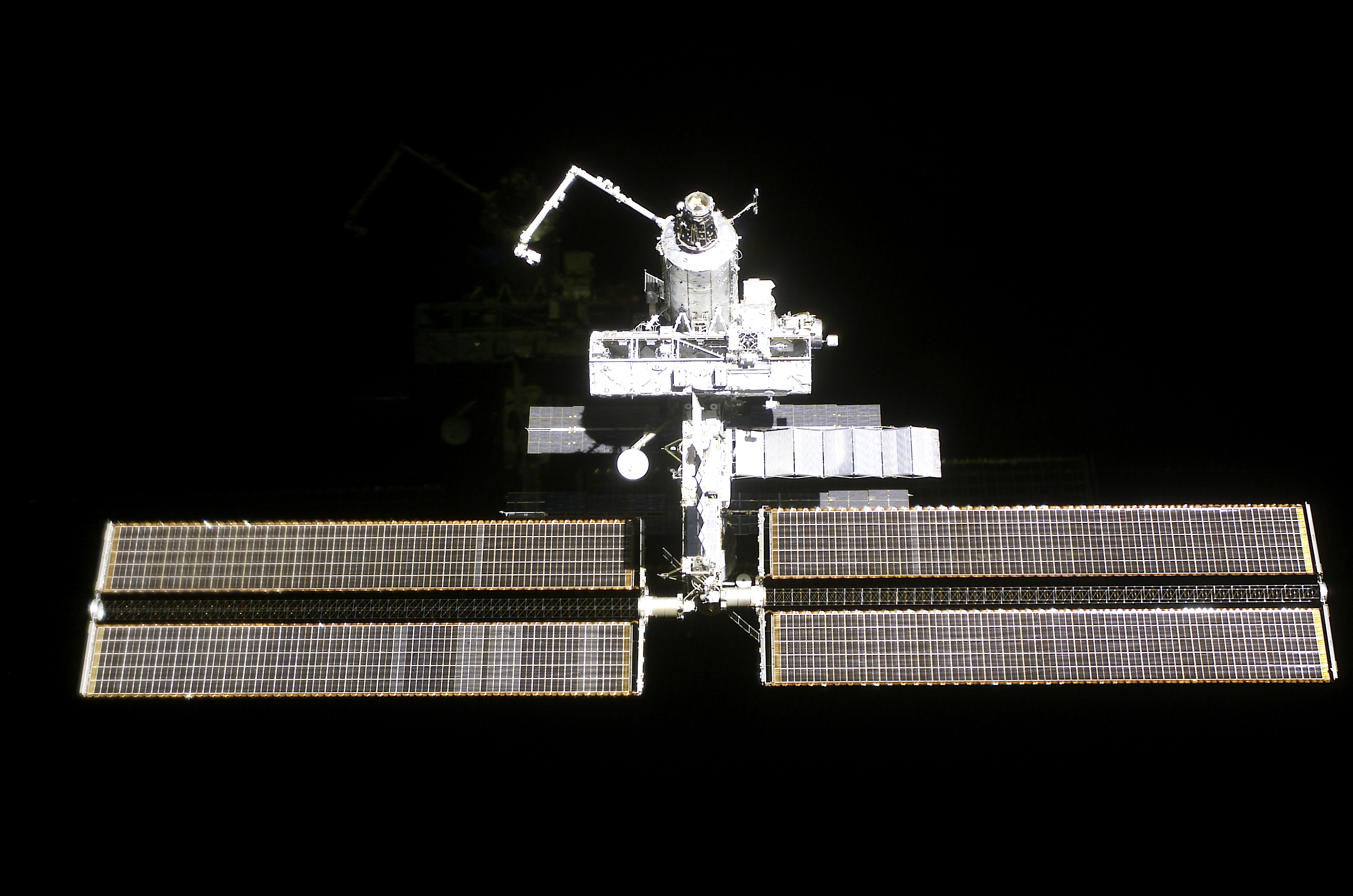
8A
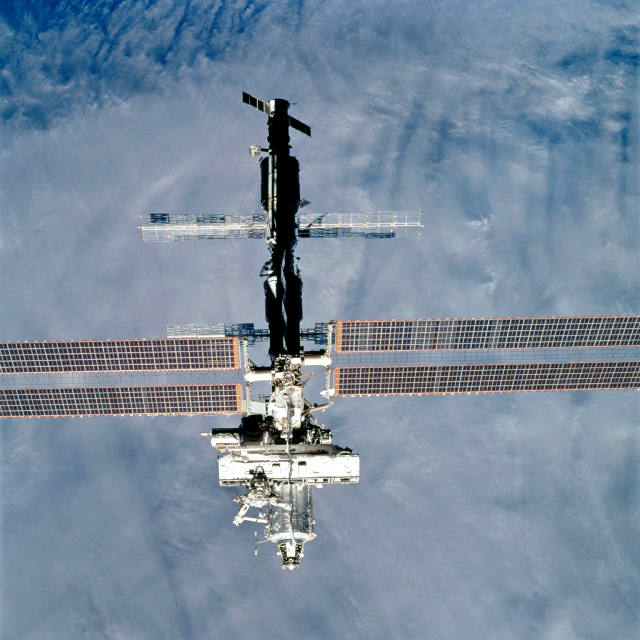
UF-2
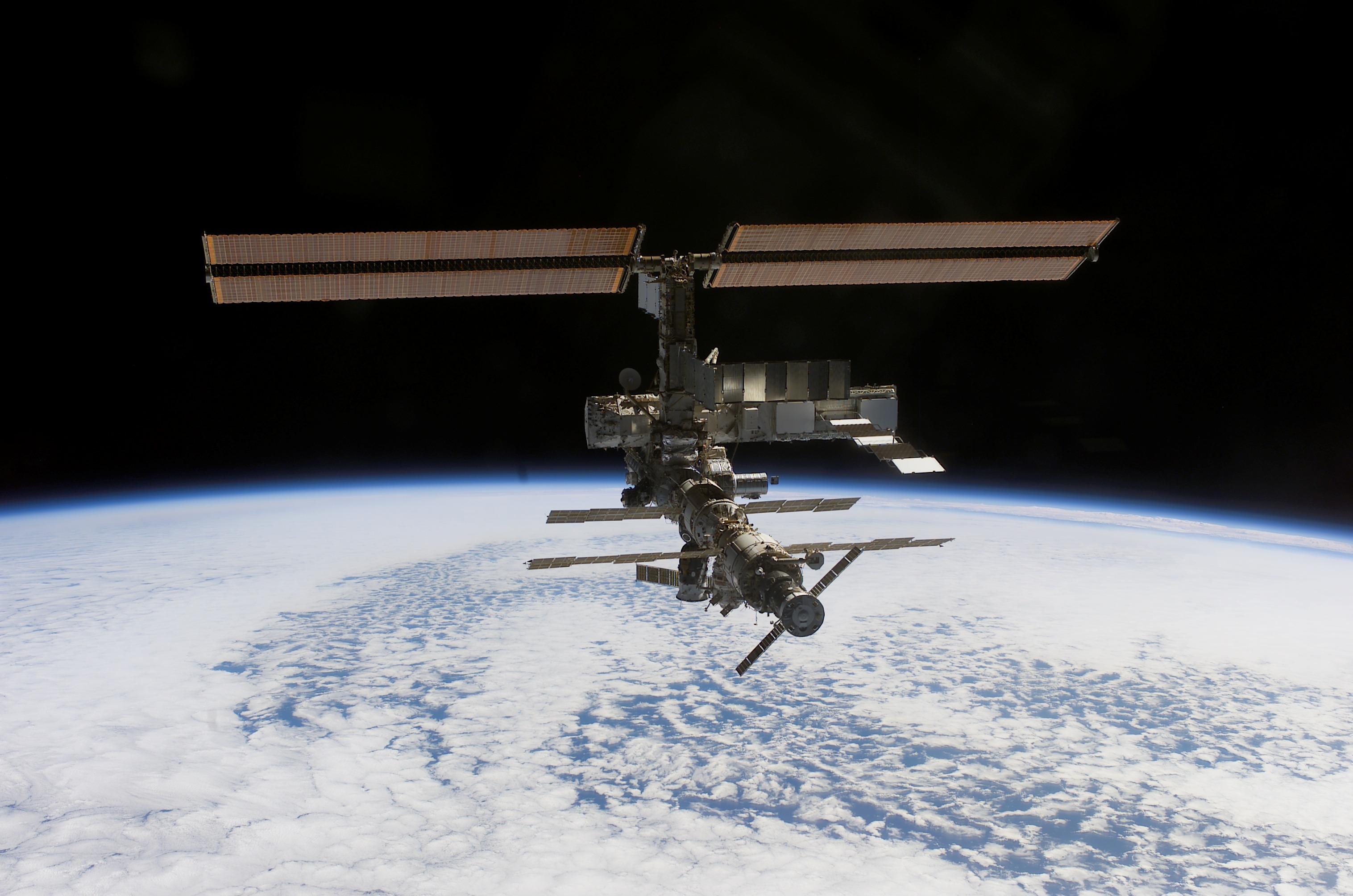
9A
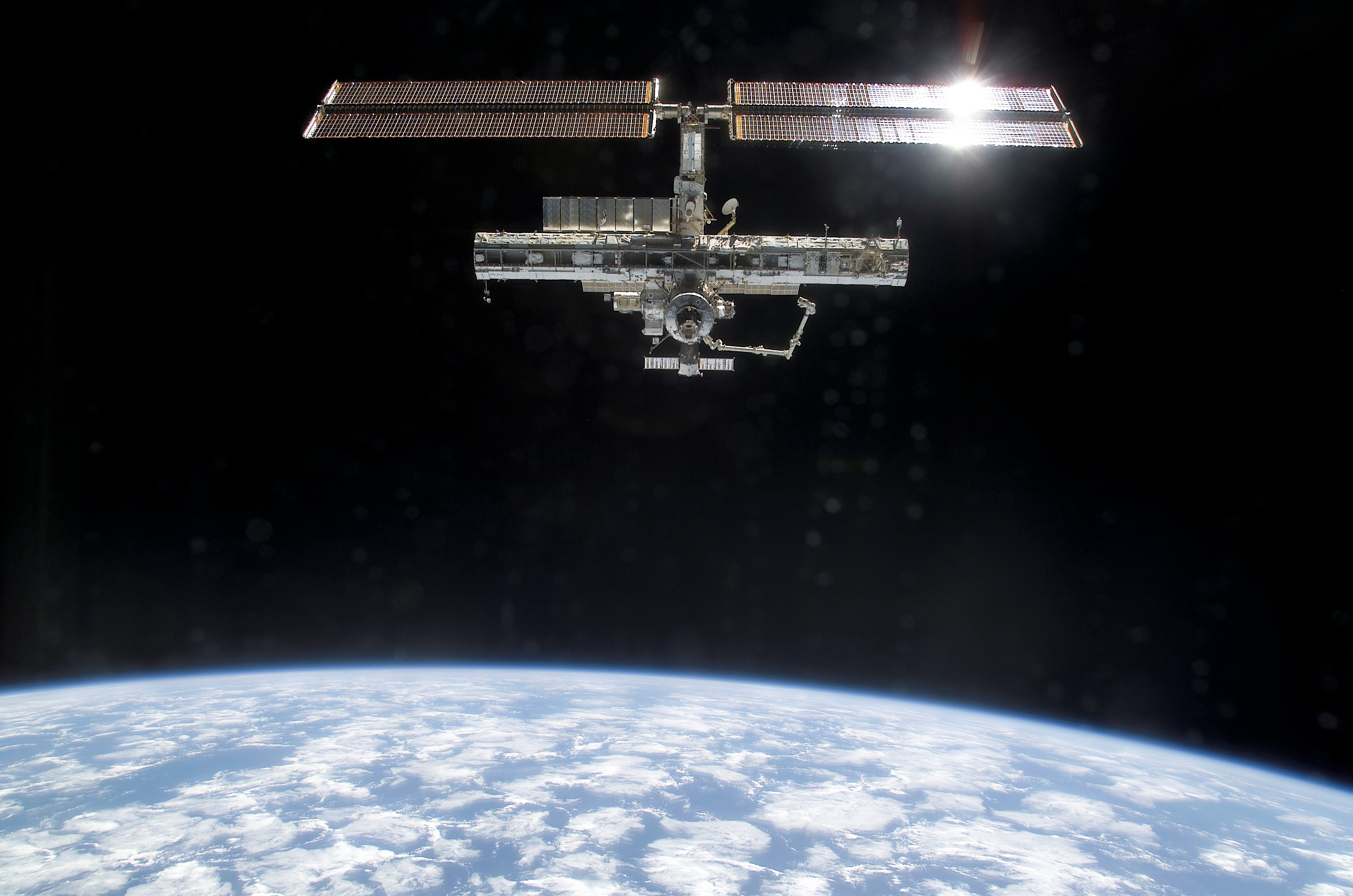
11A
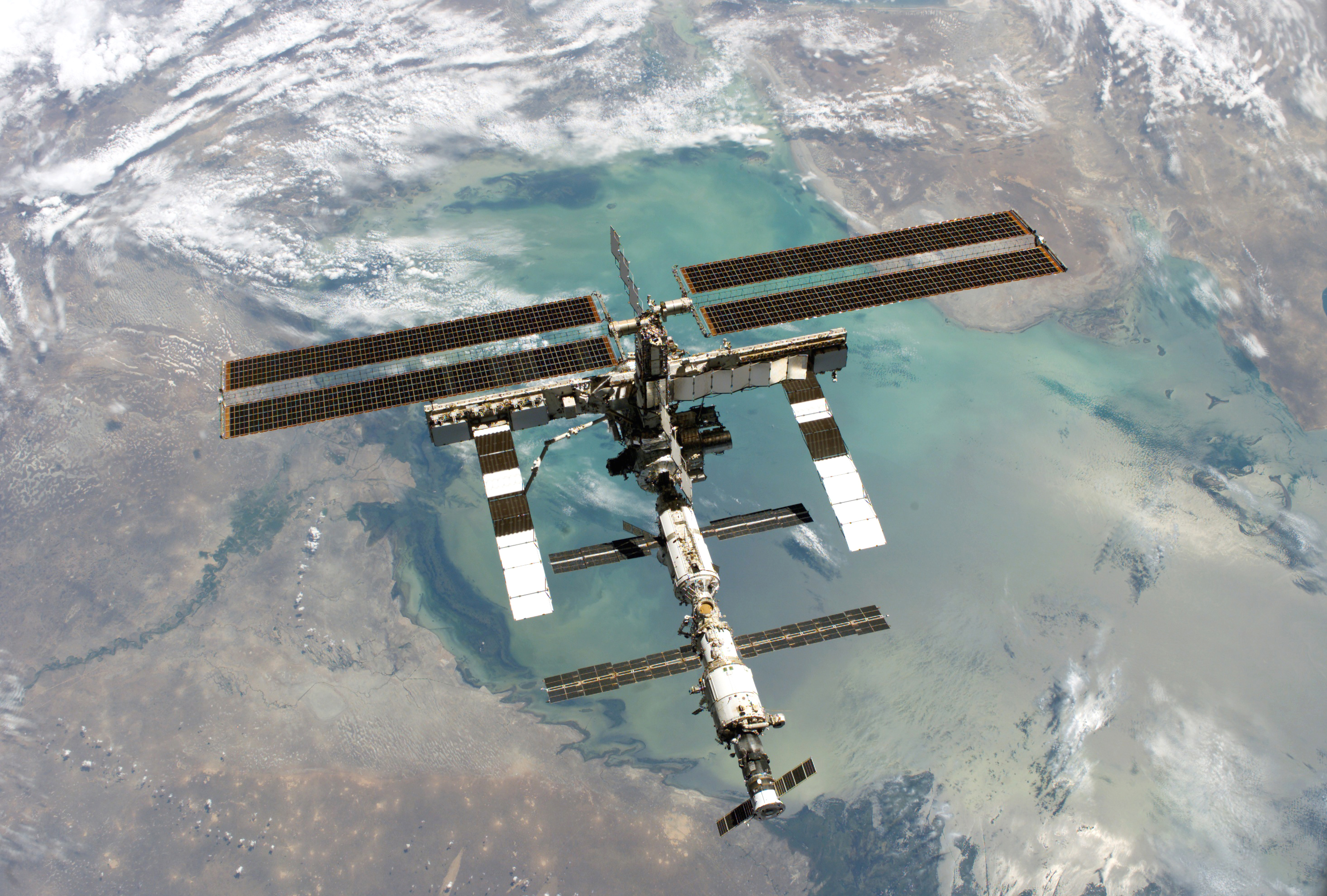
LF 1
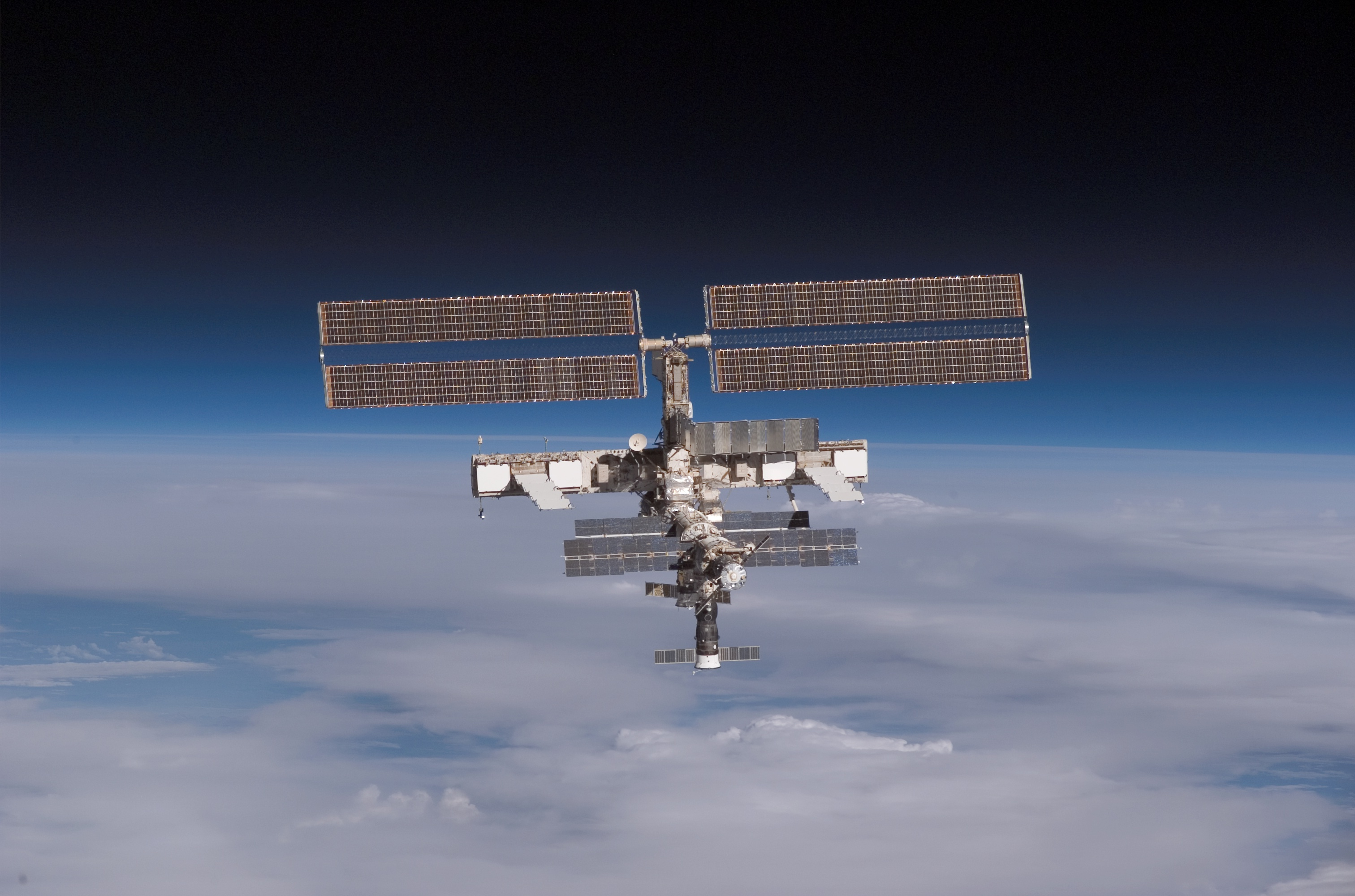
ULF 1.1
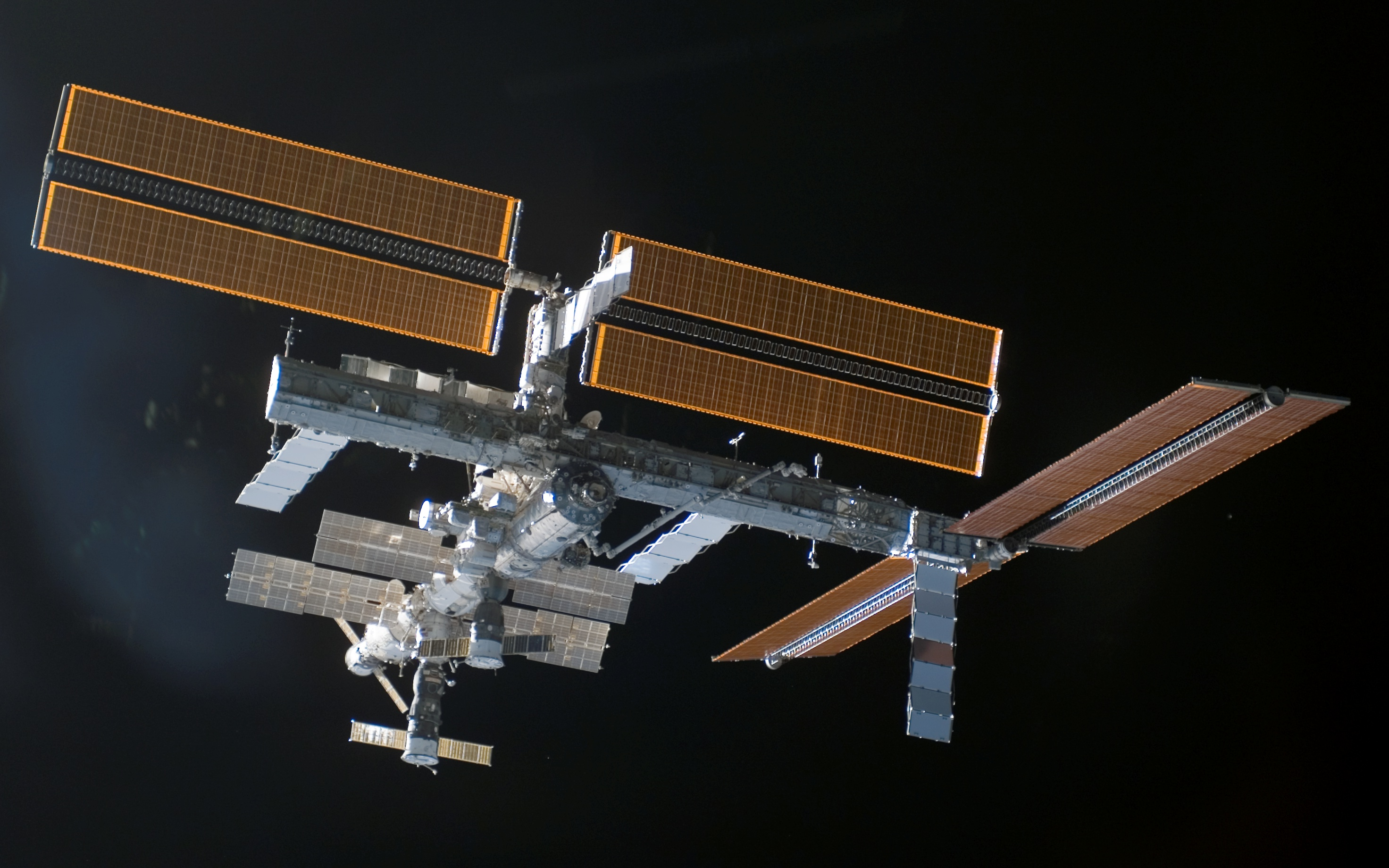
12A
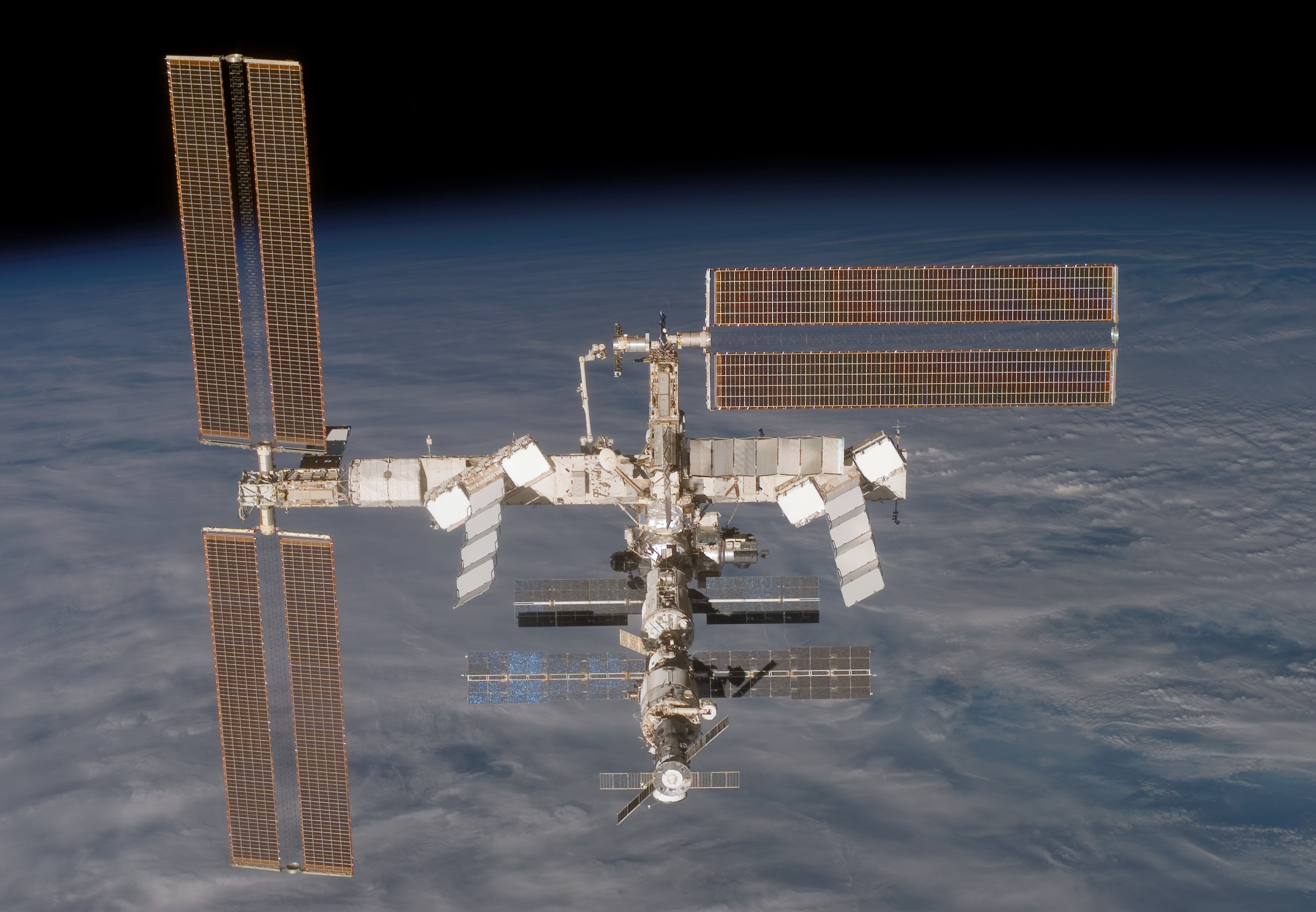
12A.1
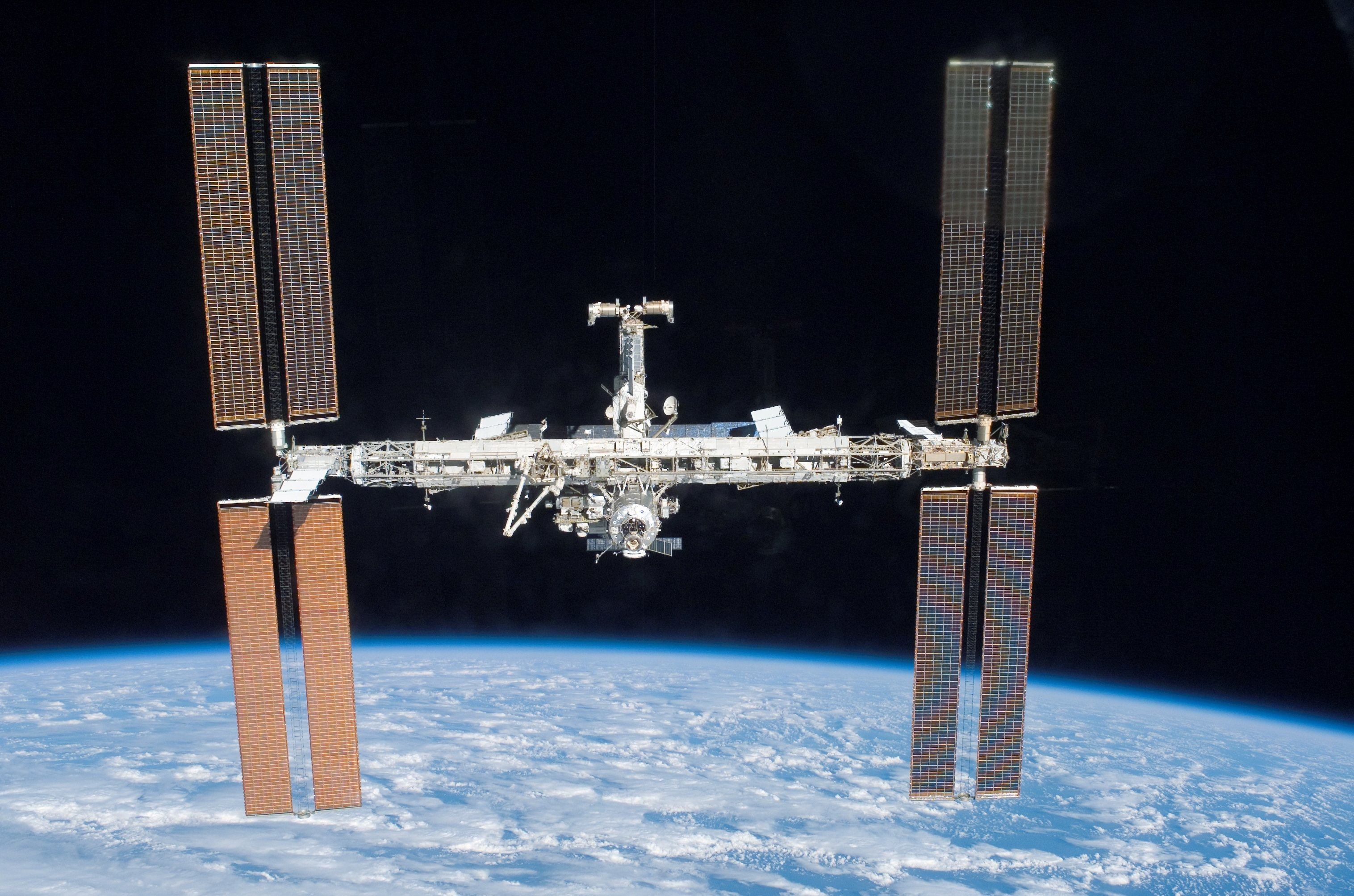
13A
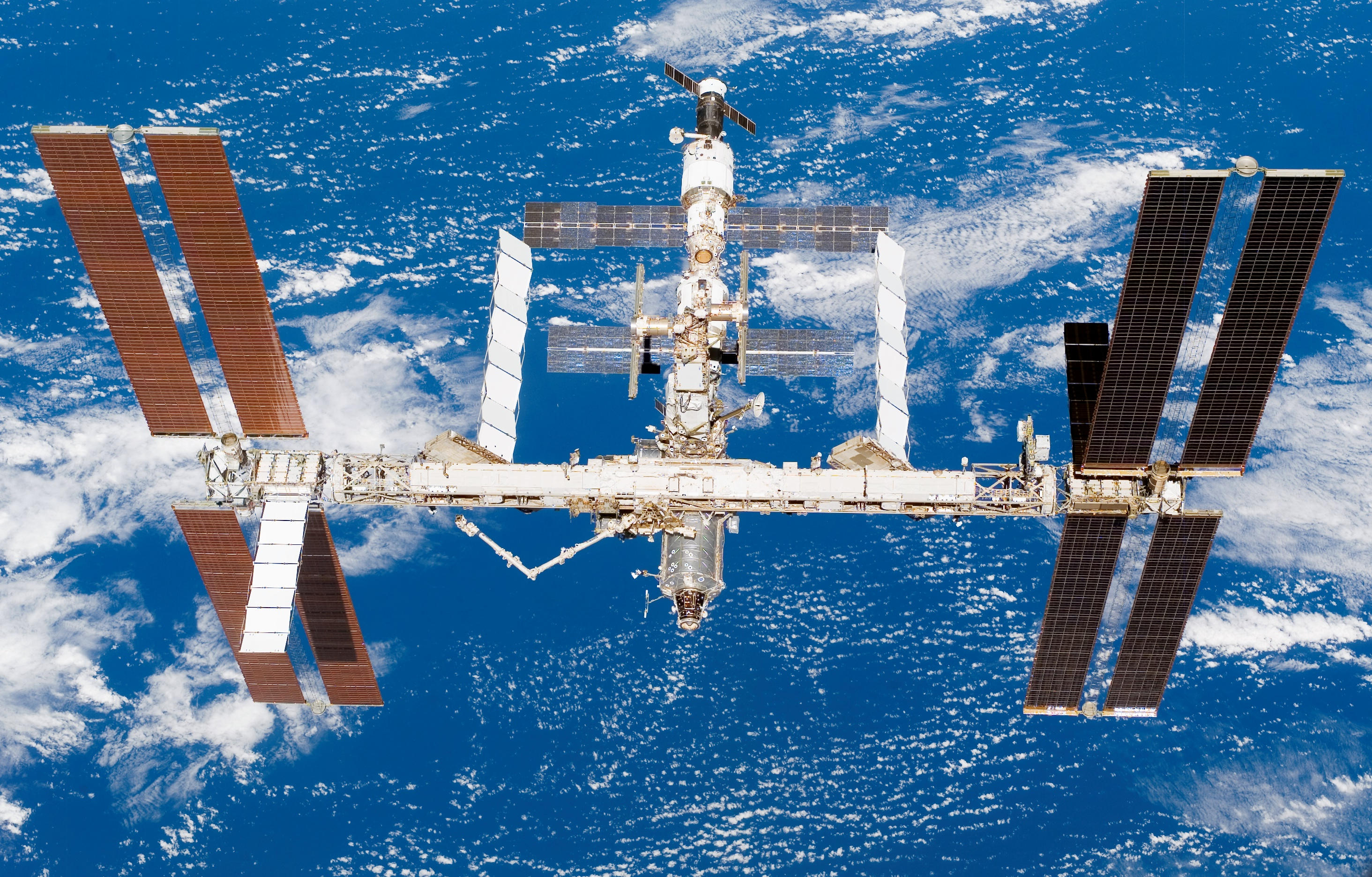
13A.1
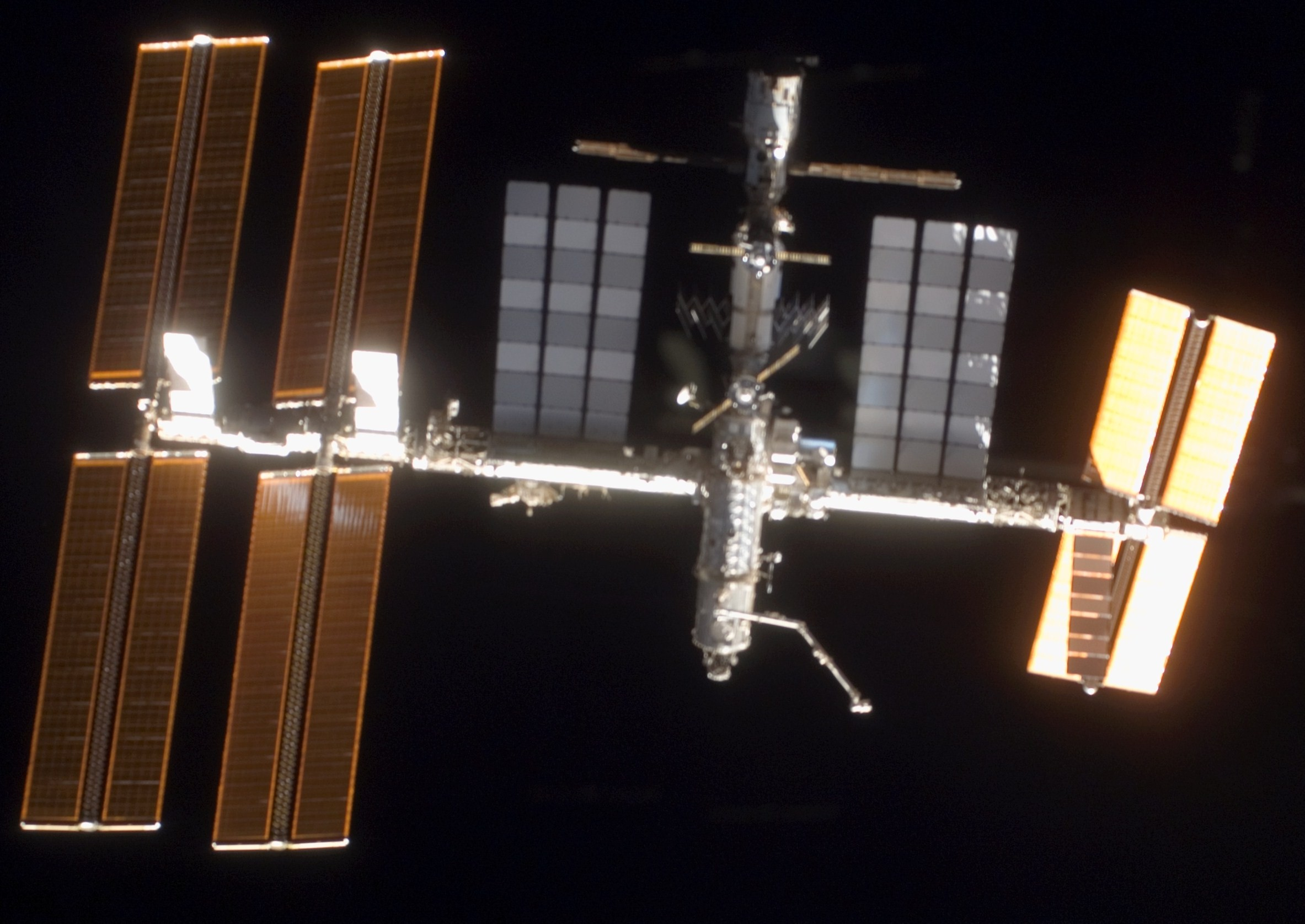
10A
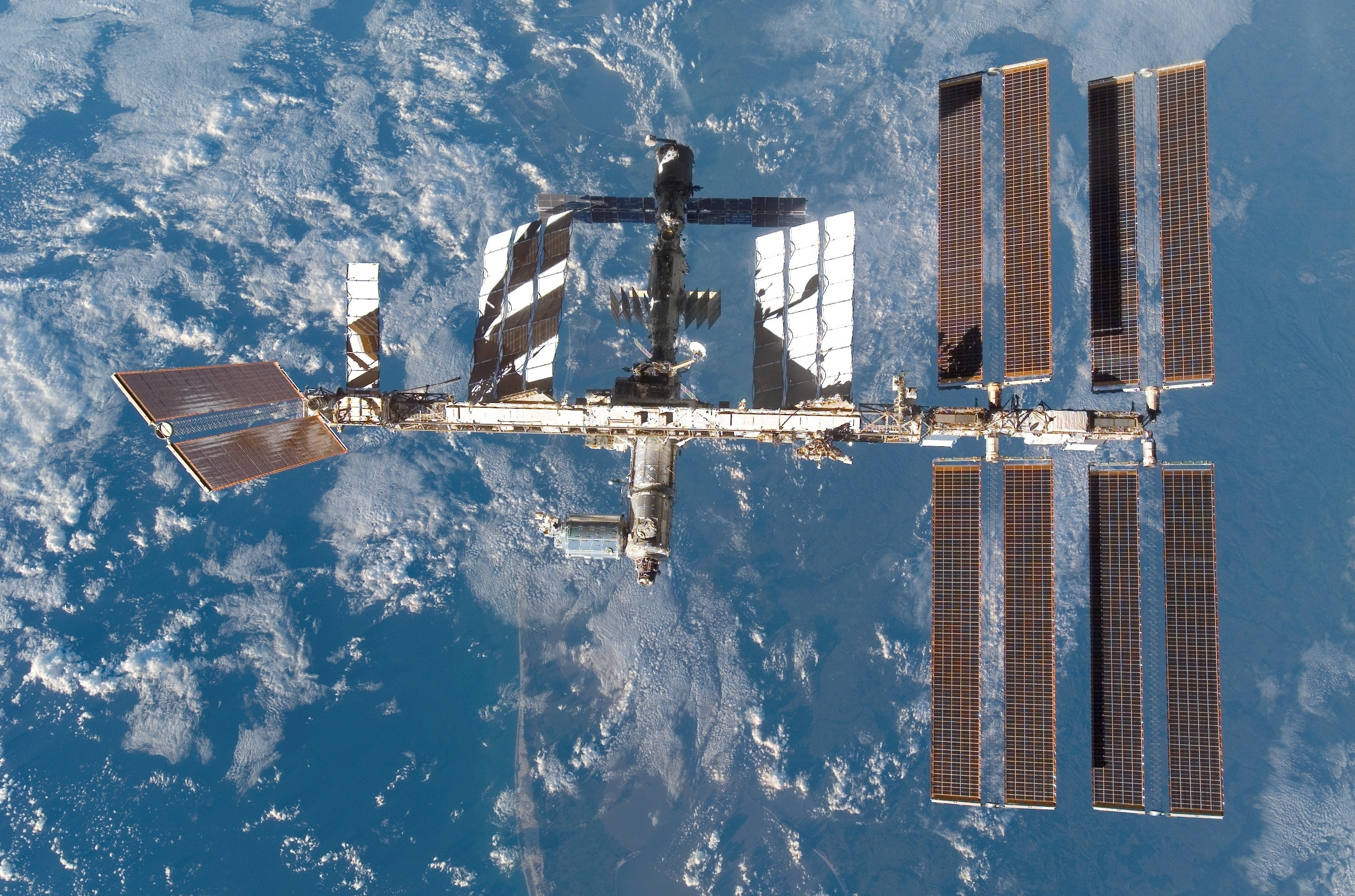
1E
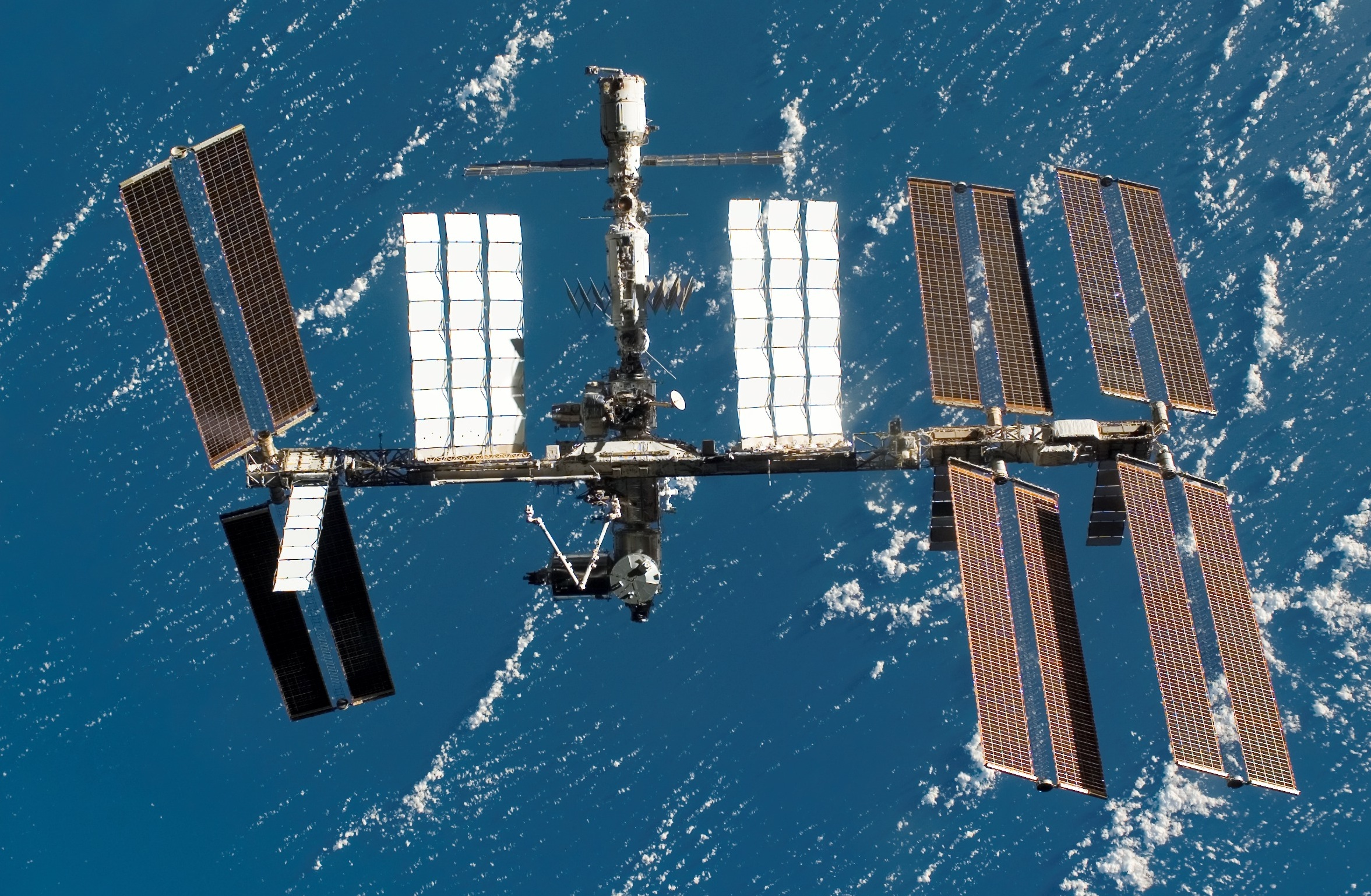
1J/A